# Pont-Croix
Pour les articles homonymes, voir Pont (toponyme).
Pont-Croix [pɔ̃kʁwa] (en breton Pontekroaz ou plus généralement Ar Pont) est une commune française, située dans le département du Finistère en région Bretagne.  

## Géographie

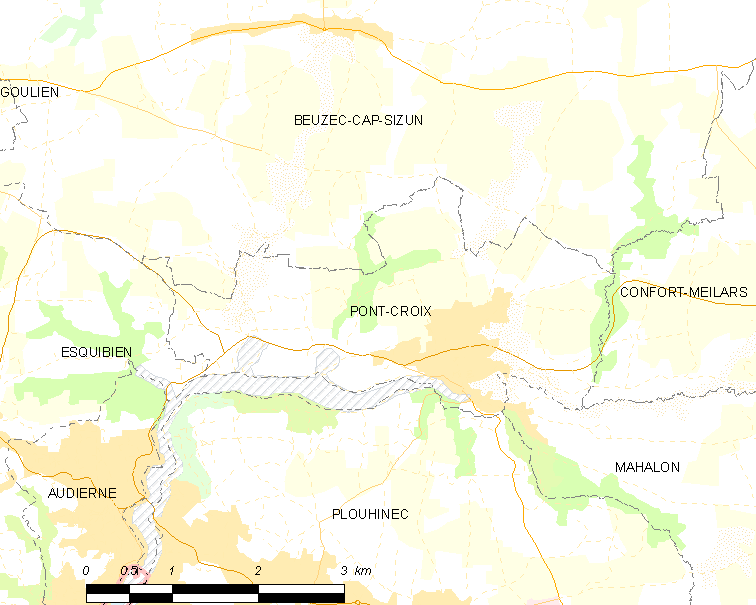
Carte de la commune de Pont-Croix

Pont-Croix, qui fut chef-lieu du district de Pont-Croix, puis du canton de Pont-Croix, fait partie depuis la réforme survenue en 2015 du canton de Douarnenez. Historiquement, la ville fait partie du Cap Sizun.

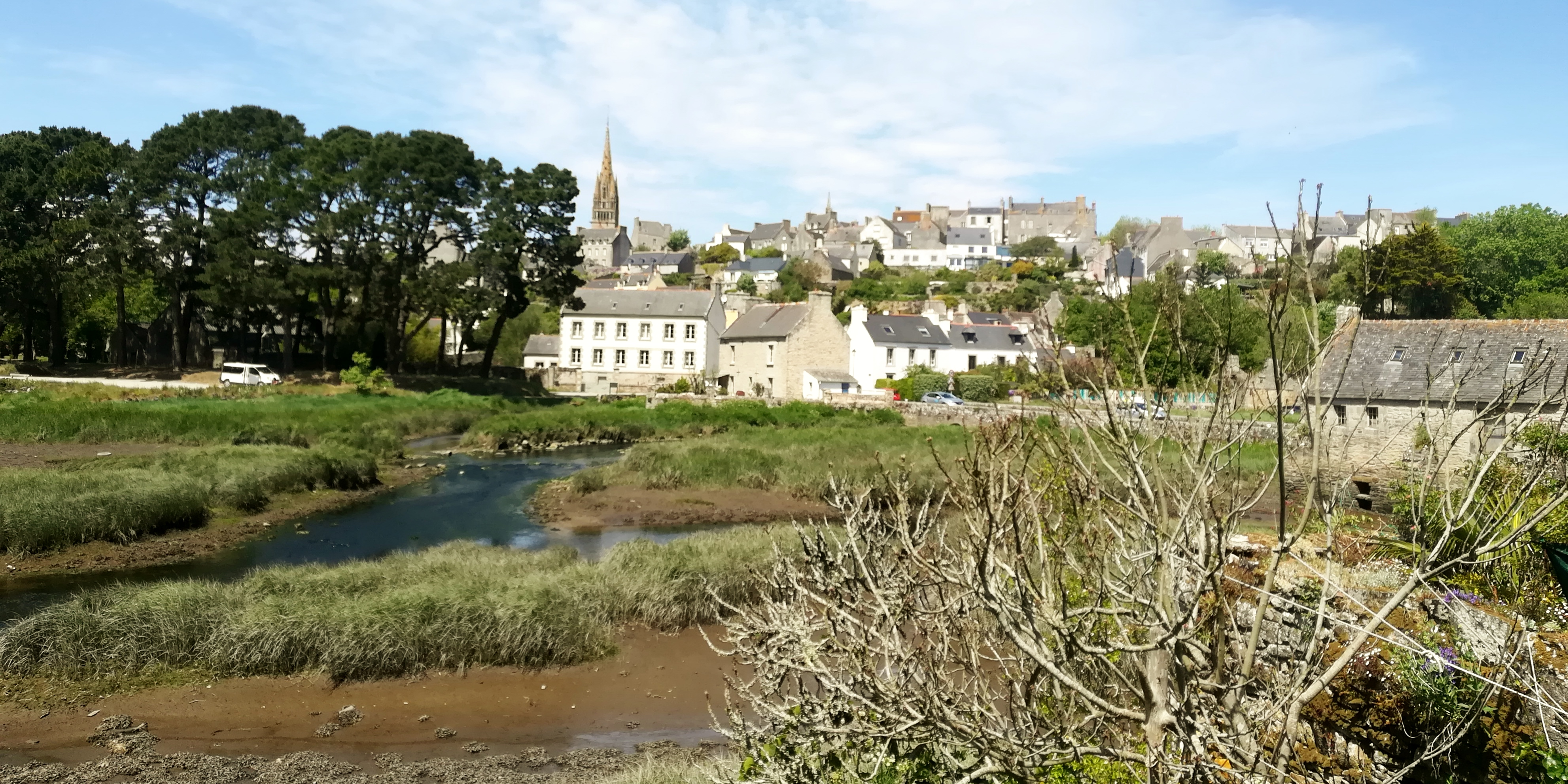
Pont-Croix vu de la rive gauche du Goyen.

Le site de Pont-Croix est comparable à celui de Quimper, car les deux villes se sont installées sur un plateau incliné dominant au nord un estuaire est-ouest qui fait ensuite un angle droit pour déboucher sur la côte plus à l'ouest et au midi. Si les parties nord et est du finage communal sont situées sur un plateau vers une soixantaine de mètres d'altitude, atteignant même l'altitude maximale de 72 mètres à la limite nord de la commune, la ville est située sur le versant exposé plein sud et en pente forte (le centre-ville est toutefois sur un replat entre 35 mètres et 25 mètres d'altitude) de rive droite du fleuve côtier, le Goyen, à la limite entre sa partie fluviale et sa partie maritime (aber), là où se trouvait traditionnellement le dernier gué permettant de le traverser, remplacé ensuite par un pont sur lequel un moulin à marée a été édifié au XVIe siècle (depuis un pont a été construit plus en aval entre Audierne et Plouhinec) et où s'interrompaient les possibilités de navigation, Pont-Croix étant par le passé un port maritime. Des rues en pente forte, notamment la Petite Rue Chère et la Grande Rue Chère (celle-ci en partie formée d'escaliers) relient le centre-ville au port.
À l'embouchure se trouvent les ports d'Audierne et de Poulgoazec distants de 6 km. Le chenal navigable, dont la largeur moyenne est de 50 mètres, serpente entre des plages de sable qui découvrent à marée basse, le banc de Suguensou étant le plus important ; les sinuosités du chenal et l'absence d'un chemin de halage étaient de sérieux obstacles à la navigation, même si les bateaux ont depuis toujours remonté l'estuaire du Goyen pour faire de Pont-Croix un port de mer (l'anse de Porz-an-Listri fut longtemps un simple port d'échouage), ne pouvant accueillir que des bateaux de 20 à 30 tonneaux, exportant les denrées agricoles de la région et important du sel et du vin). « Il se tient à Pont-Croix un marché de cendres de goémon, qui sont transportées à Audierne où on les charge à bord des bateaux » écrit l'ingénieur des Ponts et Chaussées de la circonscription de Quimper en 1907.
| - Carte topographique de la commune de Pont-Croix. |

|          | Beuzec-Cap-Sizun |                 |
| Audierne | Pont-Croix       | Confort-Meilars |
|          | Plouhinec        | Mahalon         |

La vallée du Goyen suit depuis sa source située à 20 km à Plonéis un fossé tectonique qui se prolonge au-delà du coude de la ria du Goyen jusqu'à la baie d'Audierne. Sa rive droite avait été utilisée pour établir le tracé de la ligne de chemin de fer à voie métrique reliant Pont-Croix à Audierne.

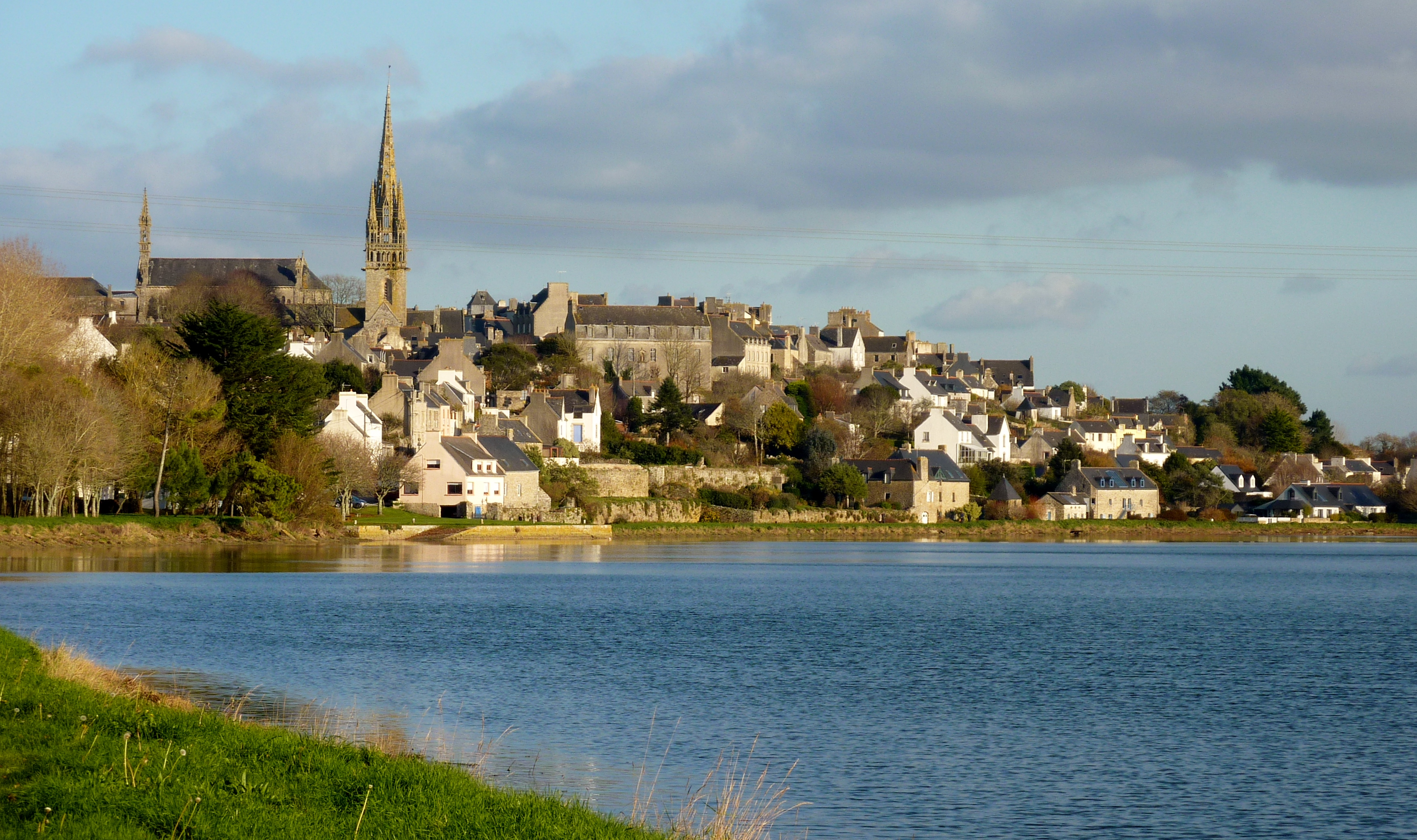
Pont-Croix : la ville et au premier plan la ria du Goyen.
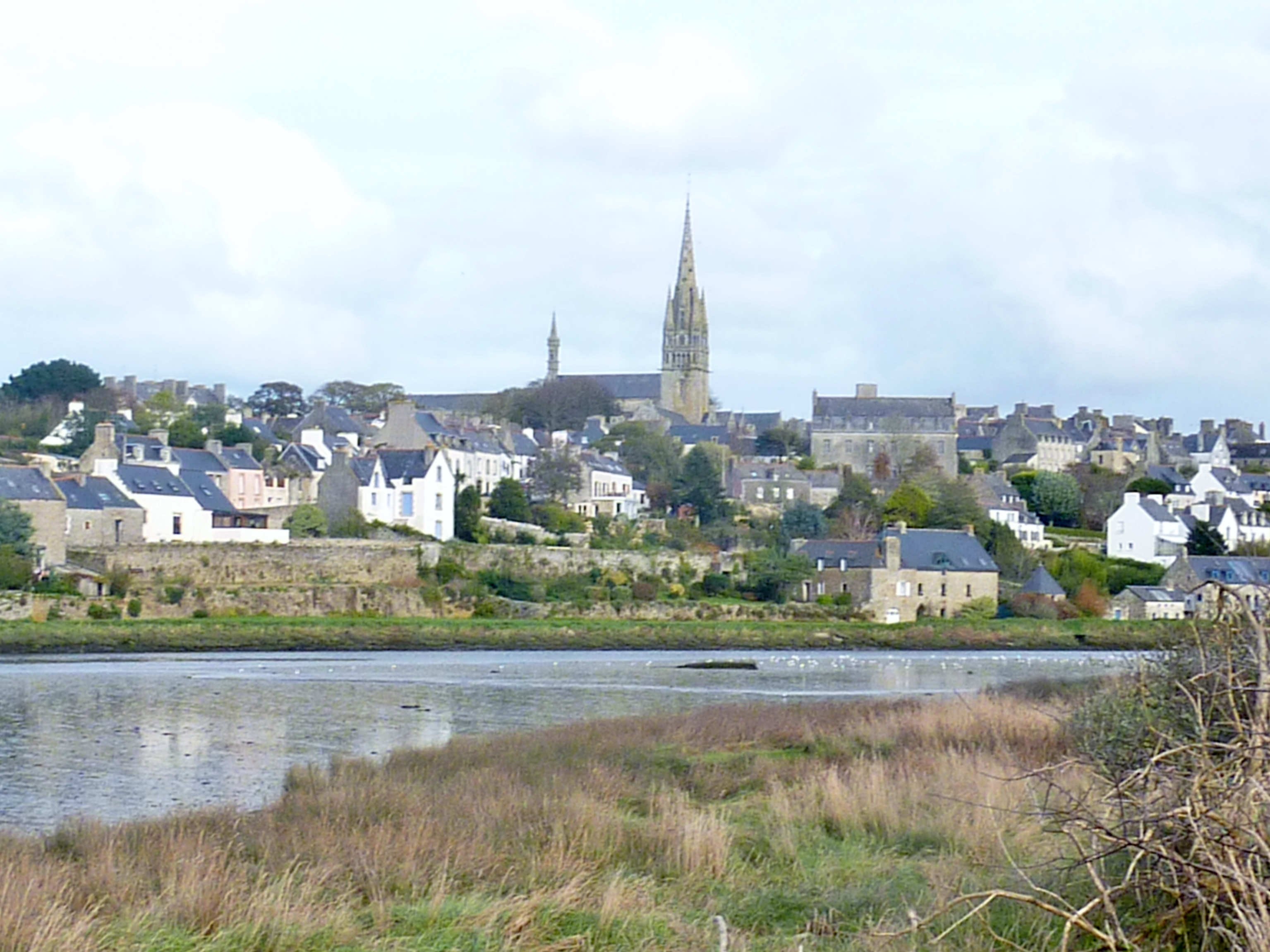
Pont-Croix : vue d'ensemble de l'agglomération située sur le versant de rive droite du Goyen.
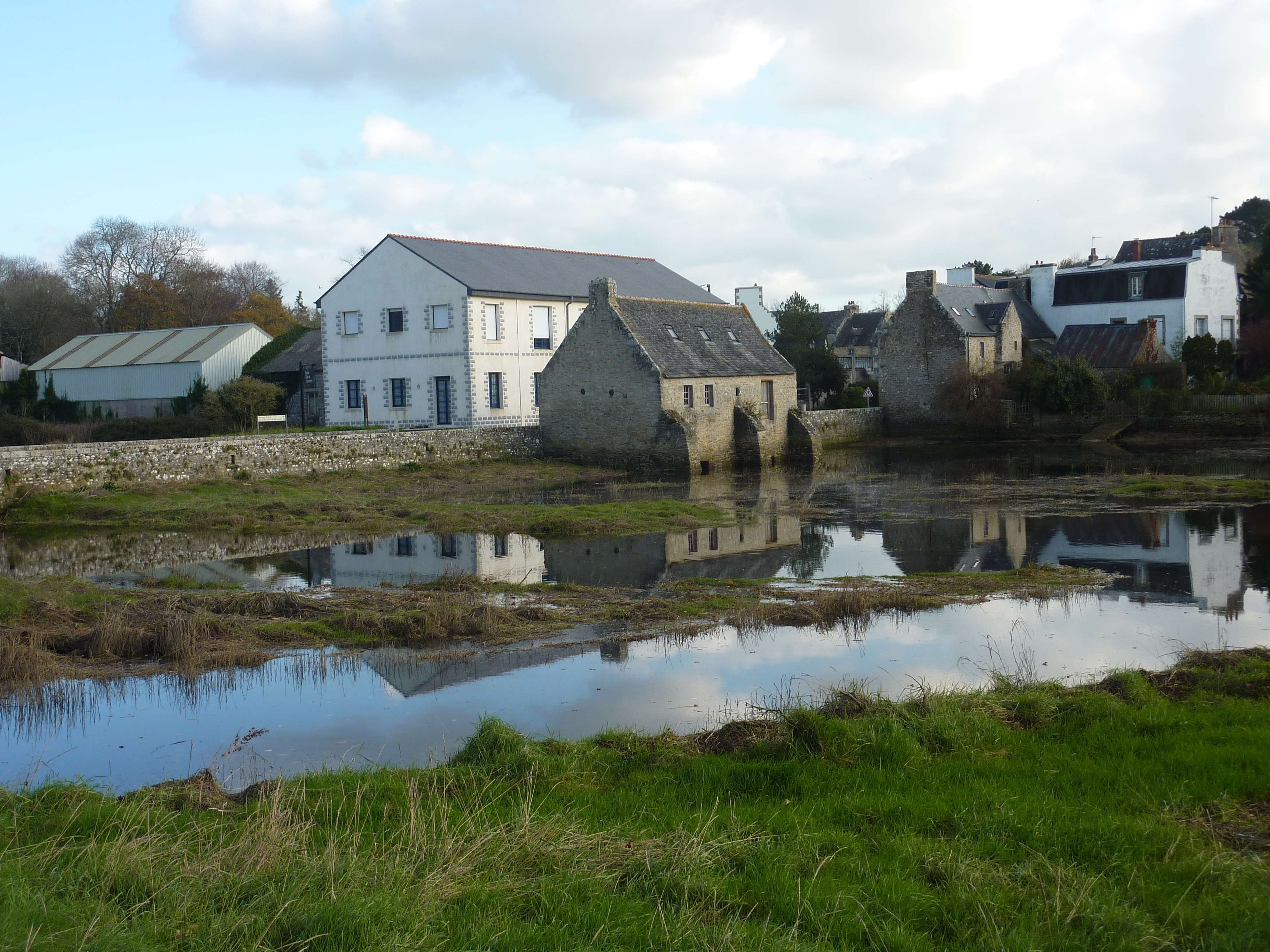
Le pont du fond de la ria du Goyen et le moulin à marée.
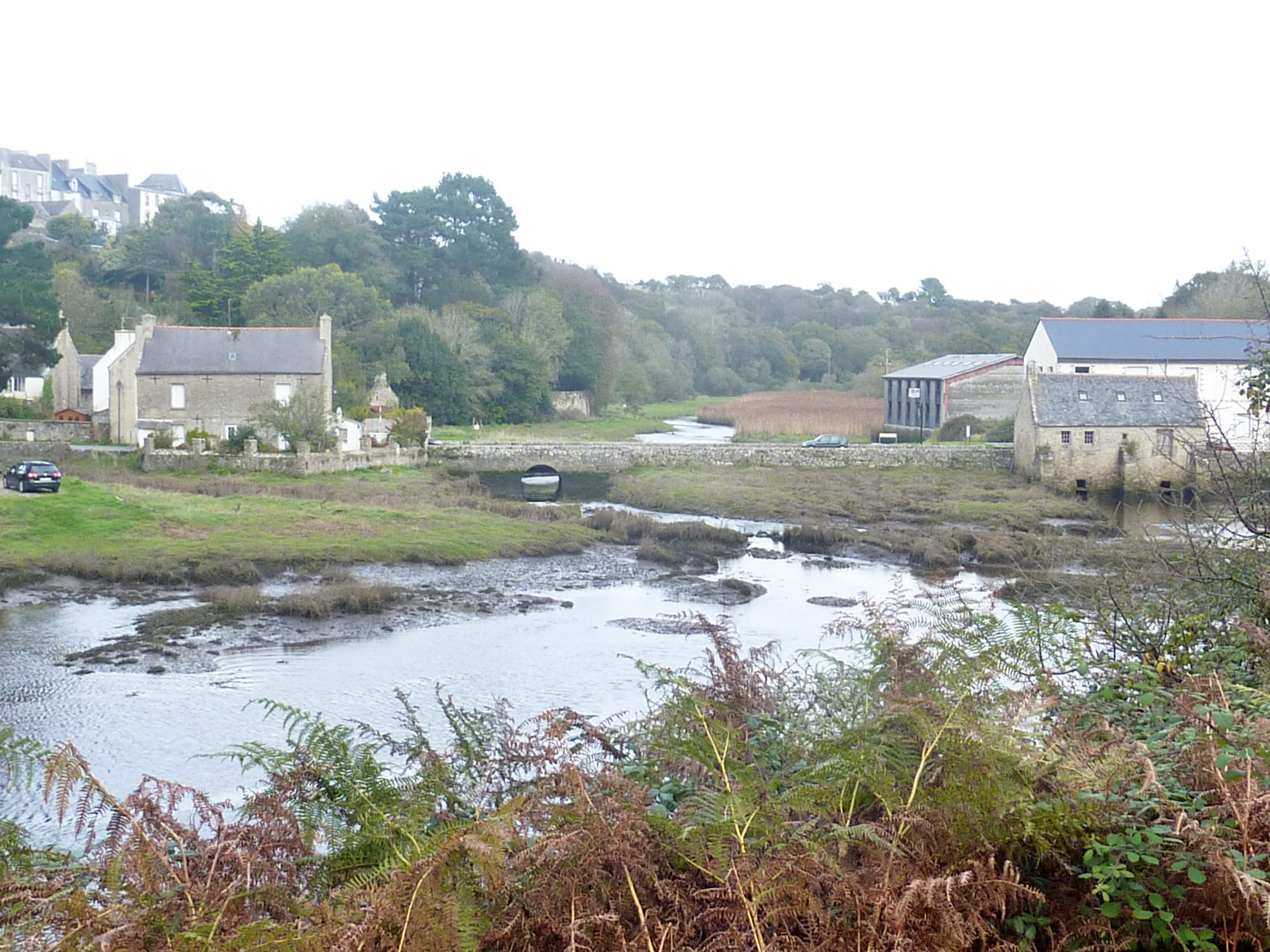
Pont-Croix : le pont sur le Goyen et ses environs vu depuis la rue de Stangalon.
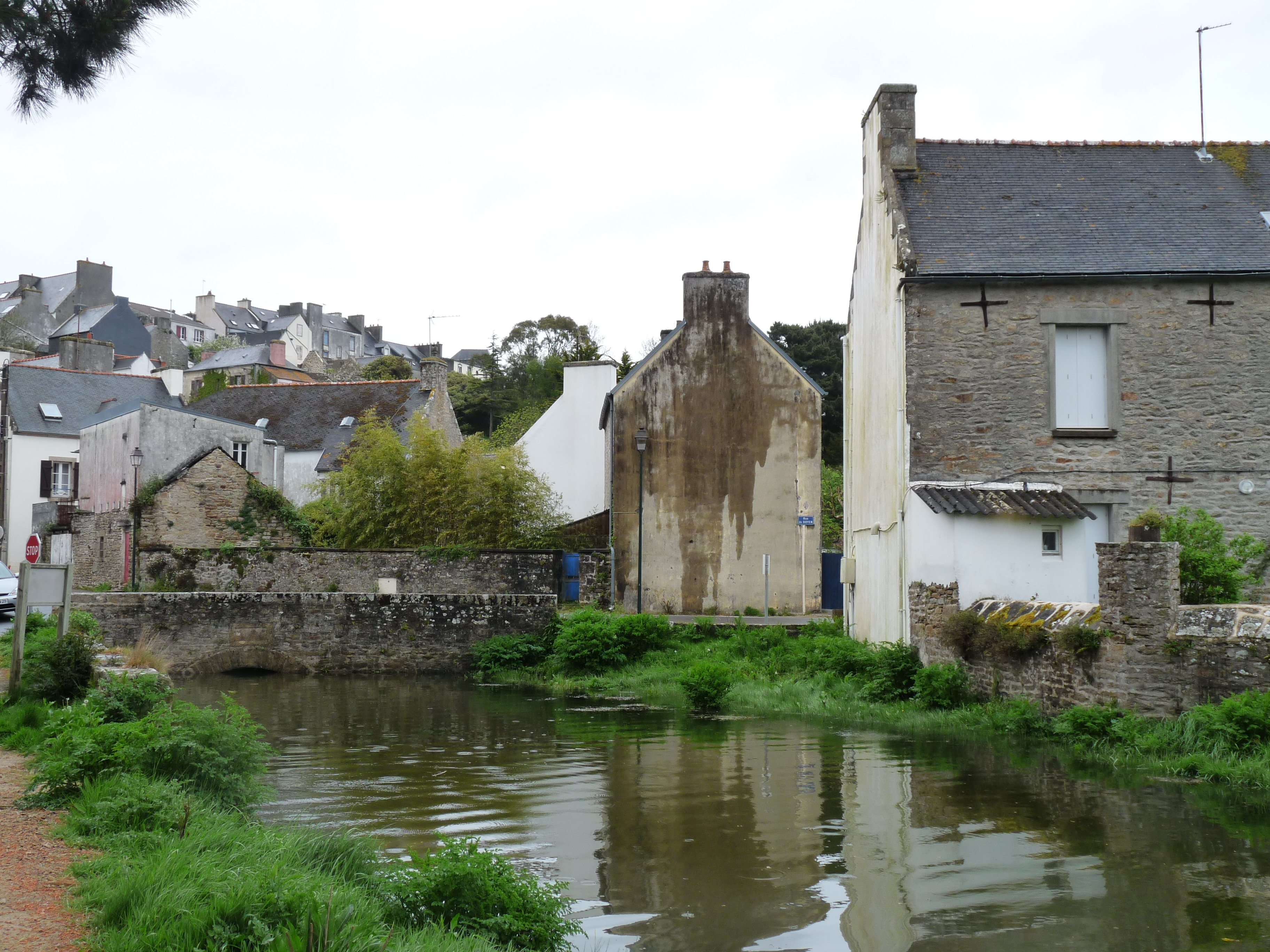
Le fond de la ria du Goyen.
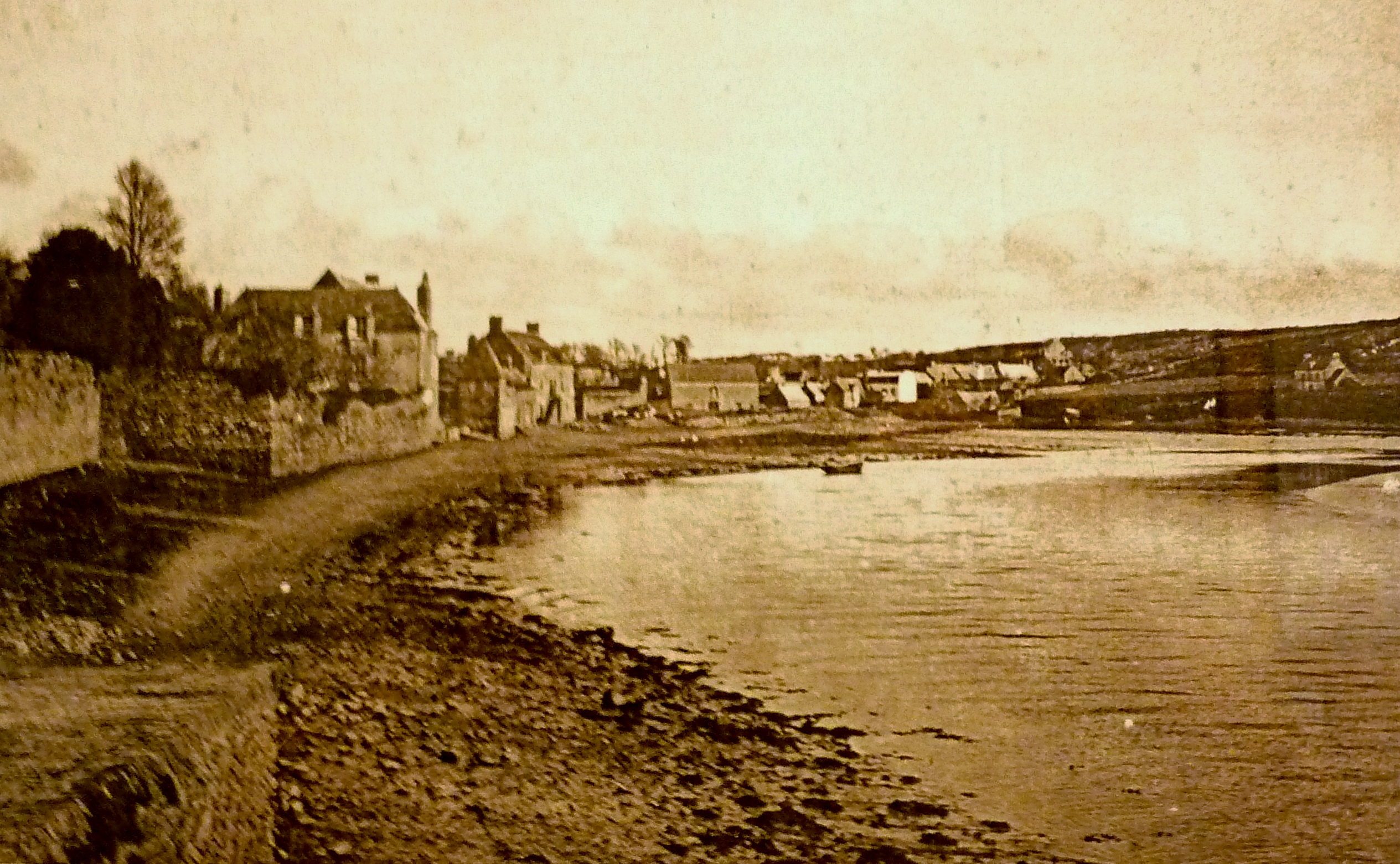
Pont-Croix : l'anse de Porz-an-Listri vers 1920, un simple port d'échouage.
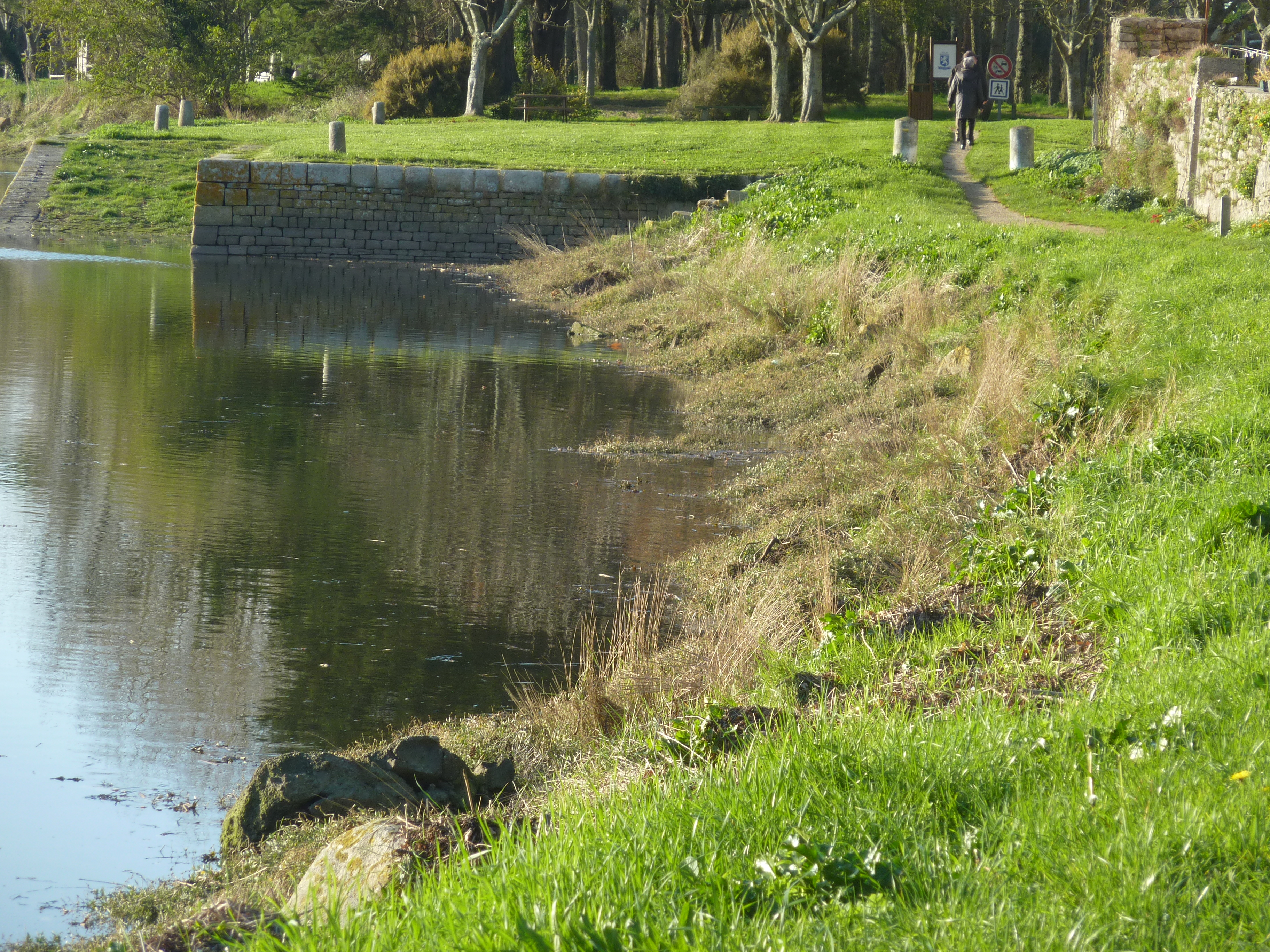
Pont-Croix : quai du port (rive droite de la ria du Goyen).
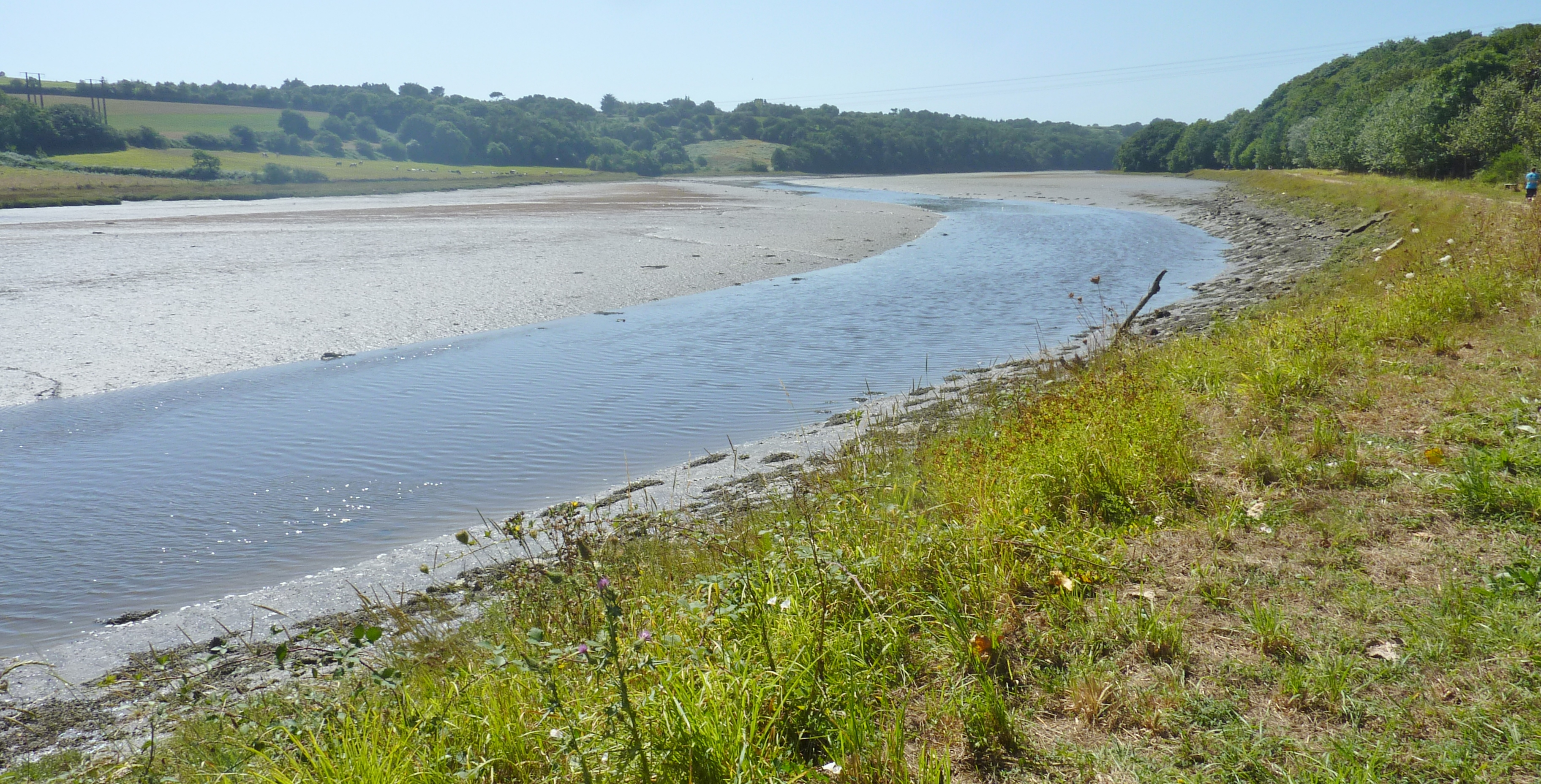
La ria du Goyen à marée basse : le banc de sable de Suguensou.
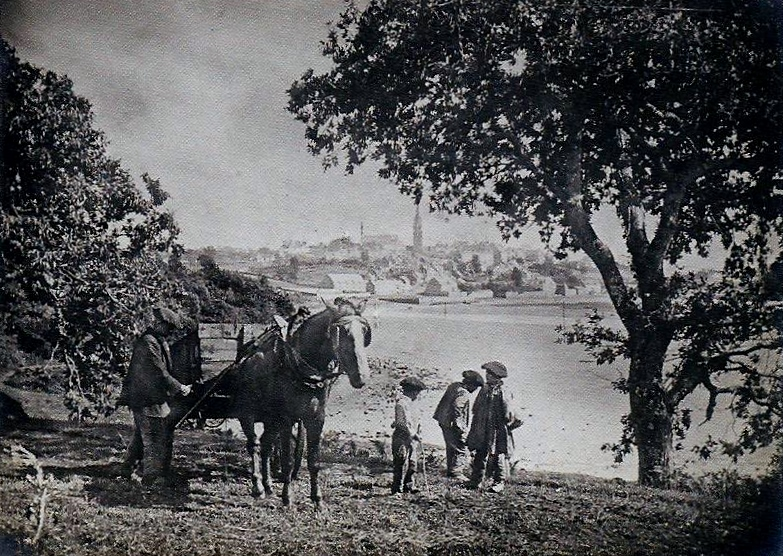
La rive du Goyen et Pont-Croix vers 1900 (photographie de Victor Camus).

### Hydrographie
Pour un article plus général, voir Réseau hydrographique du Finistère.
La commune est située dans le bassin Loire-Bretagne. Elle est drainée par le Goyen, le Lochrist et divers autres petits cours d'eau,.
Le Goyen, d'une longueur de 32 km, prend sa source dans la commune de Plonéis et se jette  dans l'Océan Atlantique en limite de Plouhinec et d'Audierne, après avoir traversé onze communes.  Les caractéristiques hydrologiques du Goyen sont données par la station hydrologique située sur la commune. Le débit moyen mensuel est de 1,5 m3/s. Le débit moyen journalier maximum est de 16,3 m3/s, atteint lors de la crue du 28 janvier 1995. Le débit instantané maximal est quant à lui de 17,4 m3/s, atteint le même jour.

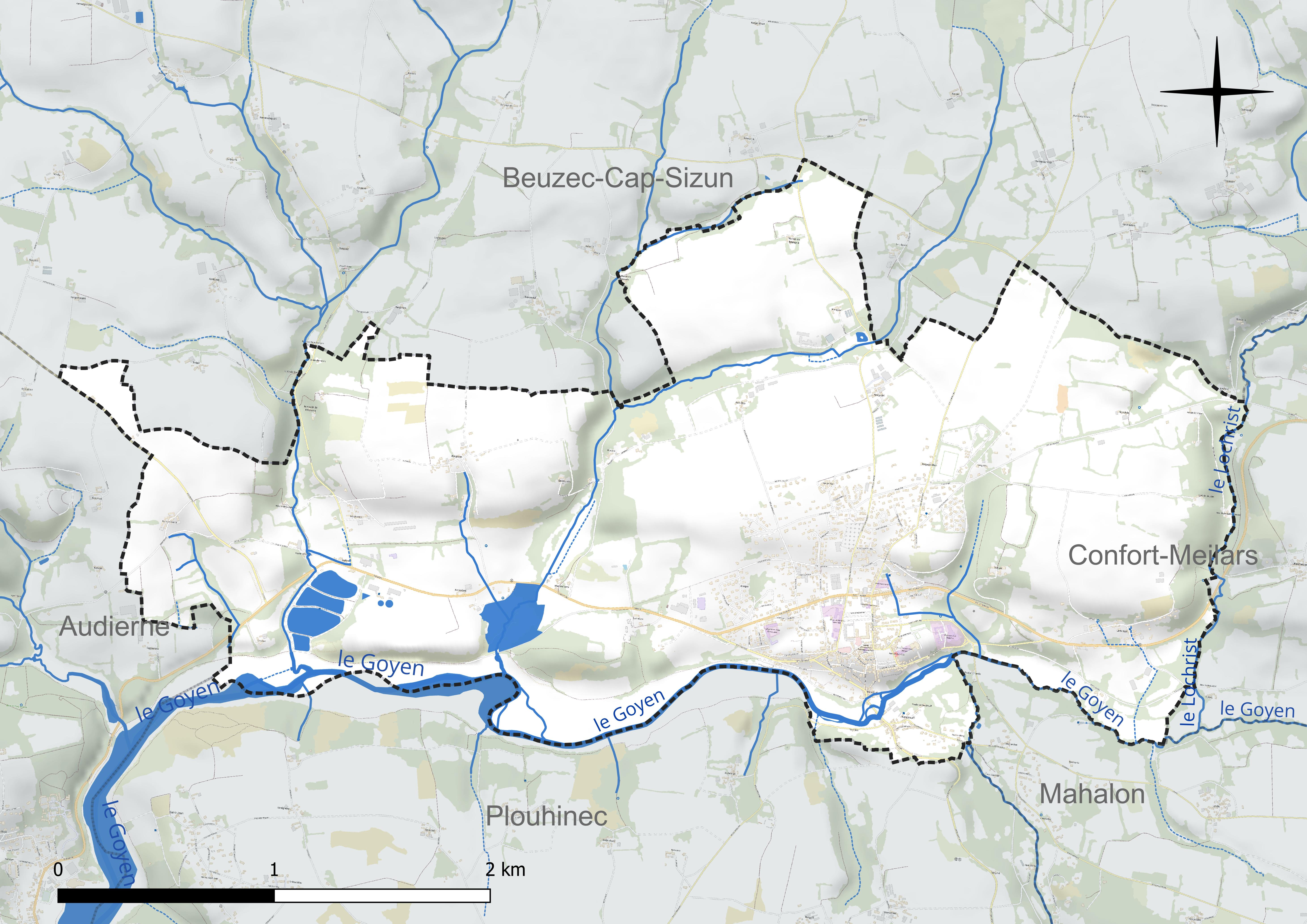
Réseau hydrographique de Pont-Croix.

Le Lochrist, d'une longueur de 10 km, prend sa source dans la commune de Poullan-sur-Mer et se jette  dans le Goyen à Mahalon, après avoir traversé cinq communes. 

### Climat
Pour des articles plus généraux, voir Climat de la Bretagne et Climat du Finistère.
En 2010, le climat de la commune est de type climat océanique franc, selon une étude du CNRS s'appuyant sur une série de données couvrant la période 1971-2000. En 2020, Météo-France publie une typologie des climats de la France métropolitaine dans laquelle la commune est exposée à un climat océanique et est dans la région climatique Bretagne orientale et méridionale, Pays nantais, Vendée, caractérisée par une faible pluviométrie en été et une bonne insolation. Parallèlement l'observatoire de l'environnement en Bretagne publie en 2020 un zonage climatique de la région Bretagne, s'appuyant sur des données de Météo-France de 2009. La commune est, selon ce zonage, dans la zone « Littoral », exposée à un climat venté, avec des étés frais mais doux en hiver et des pluies moyennes.  
Pour la période 1971-2000, la température annuelle moyenne est de 11,8 °C, avec une amplitude thermique annuelle de 9,9 °C. Le cumul annuel moyen de précipitations est de 897 mm, avec 14,9 jours de précipitations en janvier et 7 jours en juillet. Pour la période 1991-2020, la température moyenne annuelle observée sur la station météorologique la plus proche, située sur la commune de Pluguffan à 24 km à vol d'oiseau, est de 12,1 °C et le cumul annuel moyen de précipitations est de 1 214,4 mm,. Pour l'avenir, les paramètres climatiques de la commune estimés pour 2050 selon différents scénarios d'émission de gaz à effet de serre sont consultables sur un site dédié publié par Météo-France en novembre 2022.

## Urbanisme

### Typologie
Au 1er janvier 2024, Pont-Croix est catégorisée bourg rural, selon la nouvelle grille communale de densité à 7 niveaux définie par l'Insee en 2022.
Elle est située hors unité urbaine et hors attraction des villes,.
La commune, bordée par l'océan Atlantique, est également une commune littorale au sens de la loi du 3 janvier 1986, dite loi littoral. Des dispositions spécifiques d'urbanisme s'y appliquent dès lors afin de préserver les espaces naturels, les sites, les paysages et l'équilibre écologique du littoral, tel le principe d'inconstructibilité, en dehors des espaces urbanisés, sur la bande littorale des 100 mètres, ou plus si le plan local d'urbanisme le prévoit.

### Occupation des sols
L'occupation des sols de la commune, telle qu'elle ressort de la base de données européenne d'occupation biophysique des sols Corine Land Cover (CLC), est marquée par l'importance des territoires agricoles (78,2 % en 2018), en diminution par rapport à 1990 (80,4 %). La répartition détaillée en 2018 est la suivante : 
zones agricoles hétérogènes (45,3 %), terres arables (32,9 %), zones urbanisées (13,7 %), forêts (7,3 %), zones humides côtières (0,8 %). L'évolution de l'occupation des sols de la commune et de ses infrastructures peut être observée sur les différentes représentations cartographiques du territoire : la carte de Cassini (XVIIIe siècle), la carte d'état-major (1820-1866) et les cartes ou photos aériennes de l'IGN pour la période actuelle (1950 à aujourd'hui).

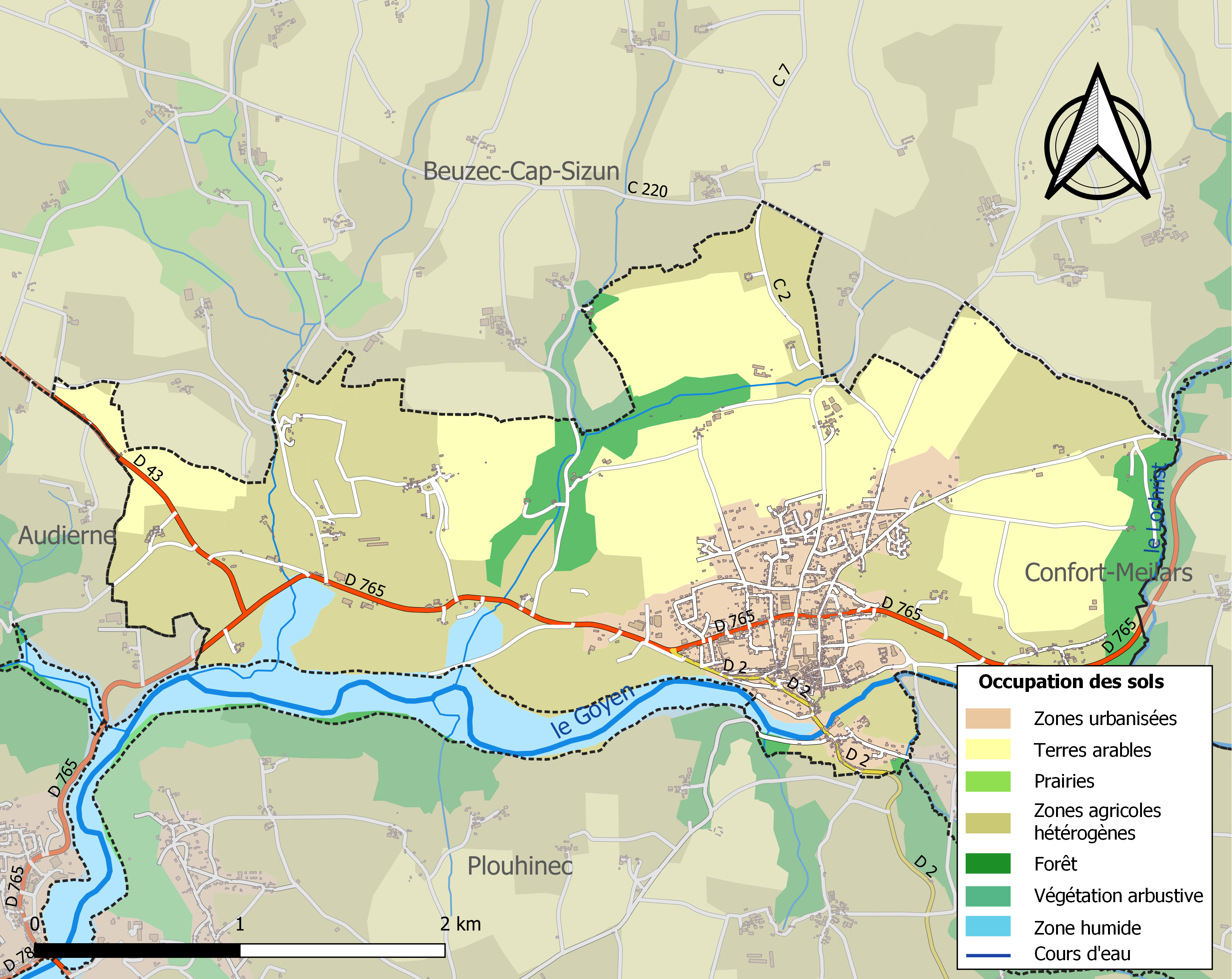
Carte des infrastructures et de l'occupation des sols de la commune en 2018 (CLC).

## Histoire

### Préhistoire et Antiquité
La civilisation gallo-romaine a laissé une trace importante dans les vestiges de la villa de Kervenennec, à la fois exploitation agricole et villa luxueuse, datant du IIIe siècle avant J.-C., qui avait 30 mètres de façade et comprenait 9 salles, y compris des thermes chauffés par un hypocauste, sans compter les bâtiments annexes. Des mosaïques y ont été mises au jour dont une de forme octogonale reconstituée au Musée départemental breton de Quimper. Cette villa est située à l'ouest de la ville actuelle. Une statuette votive d'une déesse probablement, en terre cuite de 18 cm de hauteur, surnommée « Vénus impudique » y a été découverte en 1904.

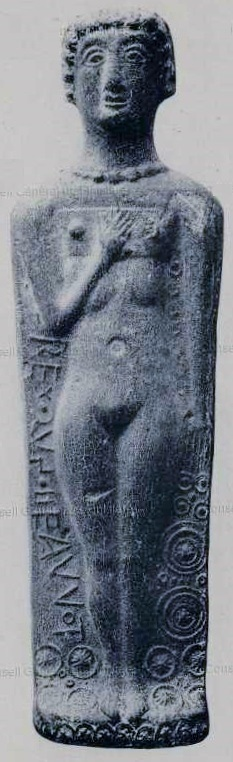
Statuette gallo-romaine surnommée « Vénus impudique » (villa de Kervenennec).
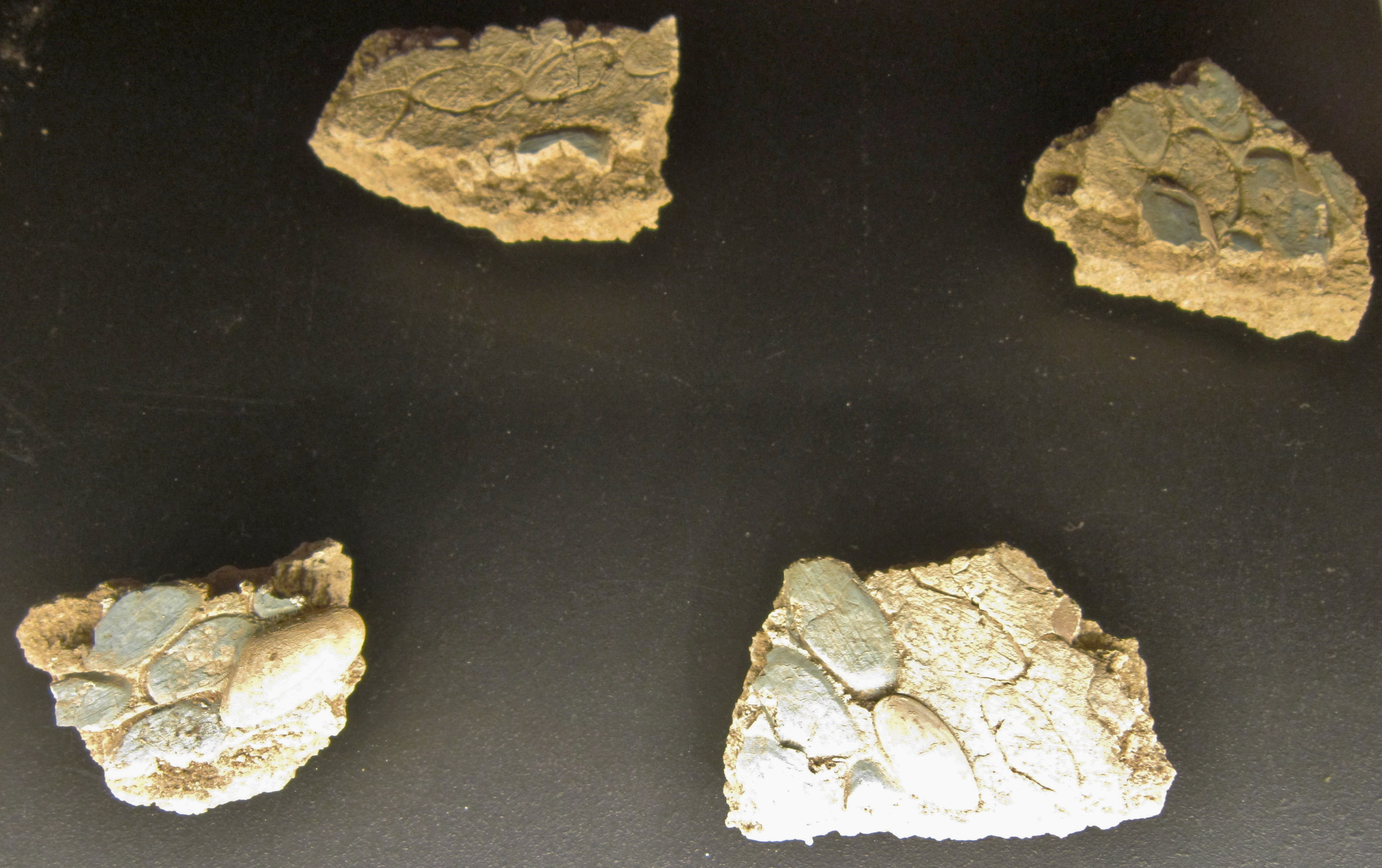
Fragments d'enduits peints avec incrustation de coquillages (villa de Kervenennec, probablement IIIe siècle après J.-C.).
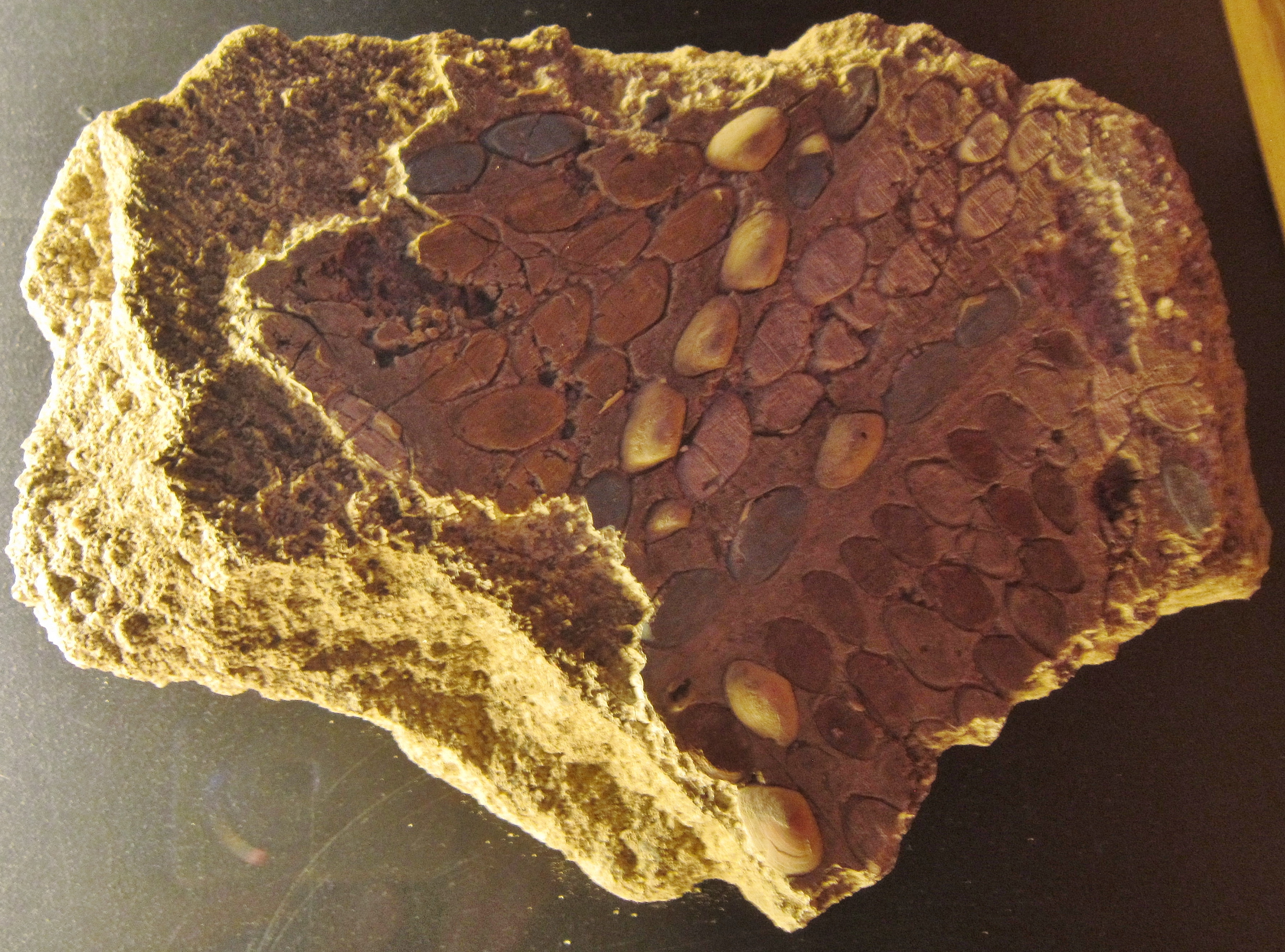
Fragment d'enduit peint avec incrustation de coquillages (villa de Kervenennec, probablement IIIe siècle après J.-C.).

Une voie dite romaine a donné un tracé rectiligne à une route prenant en écharpe le plateau qui domine la ville sur un itinéraire qui joignait Quimper à la Pointe du Van. S'il n'y a pas trace de fortifications, la tradition a gardé le souvenir du quadrilatère de rues dénommé le « Tour du Chastel » indiquant l'emplacement au milieu de la ville moderne de l'ancien château du Moyen Âge.

### Moyen Âge
Pont-Croix est une paroisse née du démembrement de l'ancienne paroisse de Plogoff. Les premières mentions de Pont-Croix remontent au XIIIe siècle avec la construction d'un château-fort, lequel est détruit au XIVe siècle ; Pont-Croix a été initialement un bourg castral, c'est-à-dire une agglomération née autour du château, qui a été probablement construit au XIe siècle. Le seul seigneur connu est Sinquin de Pont-Croix, né en 1240 et mort après 1293.
Le château fortifié de Pont-Croix, probablement construit par Sinquin, fut rapidement abandonné (sa fille, Plesou, se maria avec Alain de Tyvarlan [Tivarlen] et les époux habitèrent la forteresse de Tyvarlan). Il ne reste rien du château, mais il est toutefois à l'origine du bourg, les premières maisons s'étant construites autour de lui. La seigneurie passa en 1391 aux mains de la famille de Rosmadec en raison du mariage d'Alix de Tyvarlan avec Jean Ier de Rosmadec.
Notre-Dame-de-Roscudon était à l'origine une simple chapelle des seigneurs de Pont-Croix, agrandie en église au milieu du XIIIe siècle par Sinquin de Pont-Croix, et transformée par la suite avec notamment l'ajout du grand portail et la construction d'un nouveau transept à la fin du XIVe siècle par Jean de Rosmadec et la construction d'une abside polygonale par Alain de Rosmadec entre 1528 et 1544. L'école de Pont-Croix, expression inventée par l'architecte Charles Chaussepied, est un style des XIIIe siècle et XIVe siècle qui marque profondément l'architecture religieuse du Cap Sizun et du Cap Caval (Pen Marc'h en breton, Pays Bigouden aujourd'hui).
L'emplacement de Pont-Croix qui en fait un lieu stratégique à la jonction du Cap Sizun, dont elle est la capitale seigneuriale, et du Pays Bigouden, lui confère un rôle commercial et administratif majeur, car elle est à la fois le lieu de foires réputées et le siège d'une sénéchaussée. Elle héberge de nombreux membres des professions judiciaires, procureur, notaires, sergents de justice, dont une partie est au service des propriétaires de terres nobles. Elle a le statut apparent d'une ville, mais pas les attributs attachés, puisqu'il n'y aura pas de communauté de ville sous l'Ancien Régime et que malgré la superficie remarquable de sa chapelle et l'importance du clergé attaché, la paroisse restera une trève de Beuzec-Cap-Sizun jusqu'en 1791.

### La famille de Rosmadec et la création du marquisat
La famille de Rosmadec, originaire de Telgruc-sur-Mer finit par y acquérir la prééminence avant d'être portée aux plus hautes charges ducales et épiscopales au début du XVe siècle : Jehan de Rosmadec, né vers 1350, époux en premières noces d'Alix de Tyvarlan (fille de Plezou de Pont-Croix, elle-même fille de Sinquin de Pont-Croix) et en secondes noces de Jeanne de Quelen, sire de Tyvarlan et de Pont-Croix, décédé en décembre 1425, fut chambellan du duc de Bretagne ; son fils Guillaume de Rosmadec décéda en décembre 1425 lors de l'assaut de Saint-James-de-Beuvron alors qu'il combattait les Anglais aux côtés du duc Jean V de Bretagne ; Jean II de Rosmadec, fils du précédent, né vers 1415 (il eut notamment comme tuteur son oncle Bertrand de Rosmadec, évêque de Cornouaille), décédé vers 1470, fonda deux chapellenies en l'église Notre-Dame de Pont-Croix et fut inhumé dans le chœur de ladite église. Jean III de Rosmadec, époux en premières noces de Françoise du Quellenec, épousa en secondes noces le 19 février 1505 Jeanne de la Chapelle de Molac. En 1608, la terre de Pont-Croix est érigée en marquisat au profit de Sébastien Ier de Rosmadec, baron de Molac, de Tyvarlen, de Pont-Croix, gouverneur du château de Dinan, maréchal de France, considéré par le roi Henri IV comme « l'un des hommes les plus vaillants et les plus braves de son temps » ; décédé le 14 septembre 1613 à Rennes, il fut enterré à Pont-Croix. Son fils Sébastien II de Rosmadec fut aussi comte de Crozon et seigneur de Quéménet (le fief de Kéménet [Quéménet] comprenait alors les paroisses de Saint-Nic, Plomodiern, Ploéven, Plounevez et une partie de Locronan, ainsi que Penhars) ; Sébastien II de Rosmadec fonda en 1652, l'année même de sa mort, le couvent des Ursulines de Pont-Croix. Le décès sans héritier en 1700 de Sébastien III de Rosmadec, fils du précédent, fit passer le marquisat aux mains de son cousin René-Alexis Le Sénéchal, comte de Carcado (1661-1743) et fils de Marie Anne de Rosmadec (1634-1704) et René Le Sénéchal, qui le vend en 1754 au marquis Nicolas Louis de Plœuc.
La maison du marquisat fut construite au XVe siècle, à proximité de l'ancienne motte féodale et de la collégiale, au point culminant de la colline de Roscudon (en breton « la colline aux ramiers »).

### Époque moderne

#### Les Guerres de la Ligue et les massacres commis par La Fontenelle
En 1596, pendant les troubles de la Guerre de la Ligue, Christophe d'Arradon, surnommé « Le baron de Camors », à la fois ligueur (il avait par exemple participé à la reprise de Blavet, alors tenue par les huguenots, le 11 juin 1590) et brigand, dévaste les ports d'Audierne et de Pont-Croix, puis s'installe au château du Cosquer en Combrit et, de là, opère des raids dans la région de l'embouchure de l'Odet, rançonnant les marchands de Pont-l'Abbé et l'Île-Tudy.
La Fontenelle s'empara de Pont-Croix, peut-être vers la mi-septembre 1595 (selon le chanoine Moreau) ou en 1597 selon d'autres chroniqueurs, à la tête d'une troupe de cavaliers :

« Le canton de Cap-Sizun, aujourd'hui Pontcroix, avait été, jusqu'alors, épargné par La Fontenelle. Cependant les habitants de cette localité vivaient dans des transes perpétuelles, sous la menace de l'invasion de ce véritable chef de barbares. La ville n'étant pas pourvue de murailles, ils transformèrent en fort l'église collégiale de N. D. de Roscudon, et y déposèrent tout ce qu'ils possédaient de plus précieux, prêts à s'y réfugier eux-mêmes en cas d'alerte. La Fontenelle, informé de ces faits et du lieu où se trouvait le butin, se mit un jour en marche, avec une troupe bien armée, pour tenter de s'en emparer. (...) La nouvelle en arrive aux habitants de Pontcroix. La population s'assemble en armes, promptement rejointe par les habitants des environs, accourus à l'appel des cloches. À la hâte, on barricade et retranche, comme on peut, les routes et chemins aboutissant à la ville, mais il est trop tard pour entreprendre des travaux de défense, et bientôt les troupes de La Fontenelle, sautant les tranchées, escaladant les obstacles, envahissent la place, au grand émoi de la population, jusqu'alors si tranquille ! Le capitaine de Pontcroix était le sieur de La Villerouault, époux de Jeanne de Kerbullic, qui, dit-on, ce jour-même recevait à sa table son excellent ami, messire Jean Le Cosquer, prêtre pieux et instruit, natif de Pontcroix et recteur de la paroisse de Pouldreuzic. »

Comme les bourgeois qui n'avaient pu fuir s'étaient retranchés dans la tour de l'église, le chef brigand fit traîner dans celle-ci par des chevaux des fagots de genet vert pour allumer un feu et déloger les assiégés en les enfumant et prendre les biens qu'ils avaient cru mettre à l'abri. Ce stratagème ayant échoué en raison des nombreuses ouvertures de la tour du clocher, La Fontenelle promit par un serment solennel de laisser la vie sauve aux assiégés s'ils se rendaient, « la tour ne pouvait être forcée qu'à l'aide du canon ou par la famine ». La Fontenelle « se tailla la part du lion dans les trésors amassés dans l'église et abandonna le reste au pillage de ses soldats » ; il fit pendre le capitaine de La Villerouault, le recteur Cosquer et quelques autres, fit déshonorer en public Jeanne de Kerbullic par ses soldats (nous pourrions aussi dire « se déshonora et déshonora ses soldats en ordonnant le viol collectif de Jeanne de Kerbullic par ses soldats », car qui perdit son honneur ?) et commença à massacrer « tous ceux des habitants de Pontcroix qui avaient pris part à la défense de la tour » ; selon la tradition, les massacres perpétrés par les reîtres auraient fait dévaler des flots de sang sur les pavés pentus de la Grand rue Chère et n'arrêtèrent que lorsque « soudain, à la grande surprise de tous, les cloches de Notre-Dame de Roscudon commencèrent à sonner toutes seules ».

#### Pont-Croix auXVIIesiècle

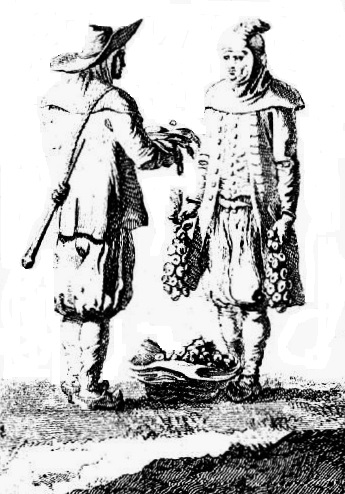
Marchand d'oignons et de panais près de Pont-Croix vers 1794 (Jacques Cambry).

Au XVIIe, Pont-Croix devient le siège de la subdélégation de l'Intendance royale, mais voit Audierne qui est à l'embouchure du Goyen, commencer à la concurrencer dans le commerce maritime.

#### Pont-Croix auXVIIIesiècle
L'hospice civil Saint-Yves fut fondé en 1698 ; il fut la propriété de la comtesse de Forcalquier, Marie-Françoise-Renée Carbonnel de Canisy, marquise de Pont-Croix depuis 1756 (Louis-François Tréhot de Clermont assure la gestion du marquisat jusqu'à la Révolution française). L'hôpital Saint-Yves est alors le seul du Cap-Sizun, accueillant de 20 à 30 malades ; il possède une école, ainsi qu'une « fontaine minérale » réputée pour sa capacité de guérison.
En 1759, une ordonnance de Louis XV ordonne à la paroisse de Pontcroix [Pont-Croix] de fournir 11 hommes et de payer 72 livres pour « la dépense annuelle de la garde-côte de Bretagne ». Cette même année, pendant la Guerre de Sept Ans, le chevalier de Mirabeau embarqua deux compagnies de miliciens de la capitainerie de Pont-Croix à bord du Superbe, lequel coula lors de la bataille des Cardinaux, ses sabords n'ayant pas été fermés. « Ce pays a souffert une des plus grandes calamités qui puissent arriver à un canton. (...) C'était tous des laboureurs ; ils ont été engloutis au nombre de cent (...). Des veuves nous redemandent leurs maris, des orphelins leurs pères » écrit le chevalier de Mirabeau le 30 mai 1760.
En 1771 Pont-Croix possède un sénéchal, huit procureurs, dix-sept notaires, cinq sergents. Le seigneur a droit de haute justice et possède sur la place du Marché un pilori, avec collier de fer, et fourches patibulaires à la sortie de la ville (les potences se trouvaient dans le Parc an justiciou, dans le quartier de la Croix).
De nombreuses familles nobles des environs possédaient un hôtel particulier en ville ou un manoir à proximité comme les Jouan de La Ville Jouan, Saint-Alouarn, Rousseau, Rospiec de Trévien, Du Marhallac'h, Le Baillif de Porsaluden, Gonidec de Keramel, etc.
Jean-Baptiste Ogée décrit ainsi Pont-Croix en 1778 :

« Pontcroix ; gros bourg, dans un fond, sur la route de Quimper à Audierne ; à 6 lieues un quart à l'ouest-nord-ouest de Quimper, son évêché ; à 46 lieues de Rennes. On y compte 760 communiants. (...). Le marquisat de Pontcroix fut acquis en 1756 par Madame la comtesse de Forcalquier, qui possède cette seigneurie avec haute, moyenne et basse justice. »

Au siège du Présidial, dit ensuite la « Maison commune », furent rédigés, en 1789, les cahiers de doléances, « pardevant Louis Tréhot de Clermont, sénéchal et premier Juge Civil et Criminel de la Juridiction ». Celui-ci siégera comme député suppléant du Tiers-État aux États-Généraux, puis à l'Assemblée constituante.
Jacques Cambry en fait cette description peu avenante :

« Les pavés de cette commune sont détestables, la descente du haut de la ville au port est dangereuse. La ville est sans promenade publique, sans poste aux chevaux, sans jardin botanique ; la seule fontaine qu'on emploie est bonne, mais sans ornement, la halle louée huit cents francs à un particulier est en assez mauvais état. Les boucheries [probablement l'auteur évoque les abattoirs], le cimetière sont dans l'intérieur de la ville, la municipalité mal logée, les prisons exécrables, mais presque toujours vides. Dans un incendie, on n'y trouveroit ni sceaux, ni pompes, ni crochets pour abattre un pan de muraille et couper la communication du feu. Dans une maladie, pas un apothicaire. (...) Je n'ai parlé que de la partie supérieure de Pont-Croix, elle est assise sur un plateau, sur un monticule élevé, des maisons mal bâties descendent jusqu'à la mer et couvrent la colline. Rien au monde d'aussi mal pavé, d'aussi malpropre, cette partie ressemble à des ruines : elle est entrecoupée de murs et de jardins qui, de loin, ne sont pas désagréables à l'œil. La rivière ou le bras de mer [le Goyen ] qui coule au pied de la montagne, sépare cette commune de Keridreuf, petit village dans le canton de Plouinec [ Plouhinec ]. On le dit plus ancien que Pont-Croix, auquel il se joint par un pont de cent quinze pas. »

### Révolution française
La ville de Pont-Croix élit quatre délégués (De Clermont, Durest Le Bris, Billette, Gabriel Guézennec), pour la représenter à l'assemblée du tiers-état de la sénéchaussée de Quimper au printemps 1789.
La ville devient chef-lieu de district de 1790 à 1795. La loi du 12 septembre 1791 « relative à la circonscription des paroisses du district de Pont-Croix » donne à la paroisse de Pont-Croix comme succursale Beuzec. La vie municipale à Pont-Croix en 1790-1791 a été décrite par J.M. Pilven dans un article du « Bulletin de la Société archéologique du Finistère ».

Au cours de la Révolution française, la commune porta provisoirement le nom de Pont-Libre.
Olivier Jean Morvan et Guillaume Herpeu, deux avocats de Pont-Croix, membres du directoire du département, girondins suspectés de fédéralisme, furent condamnés à mort par le Tribunal révolutionnaire et guillotinés à Brest le 22 mai 1794.
Pierre Olivier d'Argent de Kerbiquet, responsable de l'Office des Tabacs de Pont-Croix, royaliste, officier dans l'Armée catholique et royale commandée par François Athanase Charette de La Contrie, fut pris à l'Île d'Yeu où il s'était rendu afin de se rendre en Angleterre, et fusillé à Hennebont le 29 décembre 1795. Jean Pierre Le Baillif de Porsaluden, émigré, débarqua à Quiberon et fut fusillé à Auray en 1795.
Alain Guézennec, ancien sergent à Pont-Croix, en vertu de la loi du 5 nivôse an II (25 décembre 1793) qui rendait l'école primaire obligatoire et gratuite, prit la suite de l'abbé Quillivic pour tenir école dans la chapelle de la communauté des Ursulines mise à sa disposition par le district, mais trop âgé (67 ans), il fut vite incapable de tenir sa fonction. Jean-Marie Marteville lui succéda le 5 fructidor an IV (22 août 1796) ; en ventôse an VI, il a 24 élèves, dont 8 viennent des communes environnantes : 3 de Plogoff et de Plouhinec, 1 de Cléden et de Primelin. Le couvent des Ursulines, transformé un temps en caserne en 1793, est vendu comme bien national en 1796 à Louis Tréhot de Clermont ; sa chapelle fut transformée en Temple de la Raison.
Jacques Cambry décrit ainsi Pont-Croix vers 1795 : 

« Les pavés de cette ville sont détestables, la descente du haut de la villa au port est dangereuse. La ville est sans promenade publique, sans poste aux chevaux, sans jardin botanique ; la seule fontaine qu'on y emploie est bonne, mais sans ornement ; la halle, louée huit cents francs à un particulier, est en assez mauvais état. Les boucheries, le cimetière sont dans l'intérieur de la ville, la municipalité mal logée, les prisons exécrables, mais presque toujours vides. Dans un incendie on n'y trouveroit [trouverait] ni sceaux, ni pompes (...). Dans une maladie, pas un apothicaire. Le médecin et les deux chirurgiens du district ne peuvent suffire à leurs travaux, on demande des sages-femmes, faute de soins une multitude de malheureuses meurent en couches. »

Sous le Consulat, un chouan, Le Goff, garçon-meunier à Pont-Croix, dit « La Grandeur », qui faisait partie de la bande qui assassina Yves Marie Audrein, évêque de Quimper, fut abattu dans un hameau de Laz (Finistère) après des combats entre cette bande de chouans et des militaires « bleus » (troupes républicaines) le 27 pluviôse an IX (16 février 1801.

### LeXIXesiècle

#### Le petit séminaire

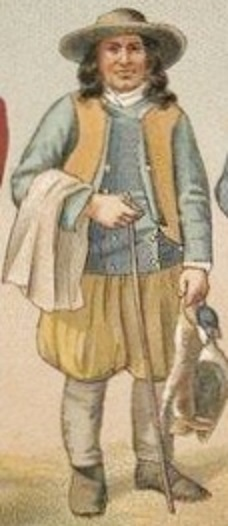
Homme de Pont-Croix (dessin d'Albert Racinet publié en 1888).

En 1822, l'abbé Jean Le Coz, un prêtre originaire de Landudal, qui fut professeur au séminaire de Quimper, puis recteur de Châteaulin, puis de Carhaix, ancien prêtre constitutionnel, acheta à Armand Tréhot de Clermont le couvent des Ursulines de Pont-Croix et y installa en 1823 un petit séminaire destiné à remplacer ceux de Quimper et de Meilars (ce dernier étant alors très délabré) ; son emprise constitue un espace clos à l'ombre de la flèche élancée de l'église qui inspire l'architecte diocésain Joseph Bigot pour les flèches de la cathédrale Saint-Corentin de Quimper (1856). Le petit séminaire sert aussi de collège-lycée privé placé sous le vocable de Saint-Vincent et contribue à former une partie des élites locales, marquant la vie de la cité pendant un siècle et demi.

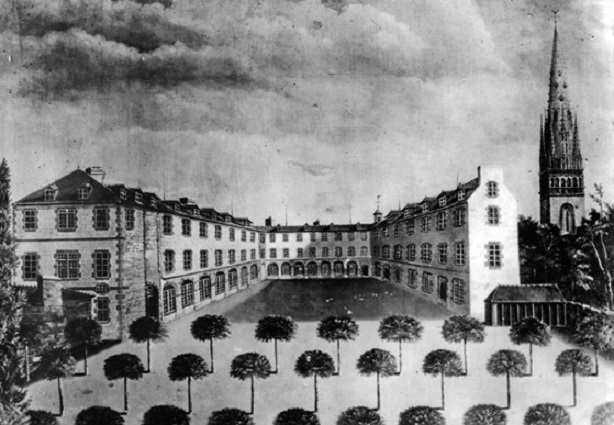
Le petit séminaire de Pont-Croix en 1908.

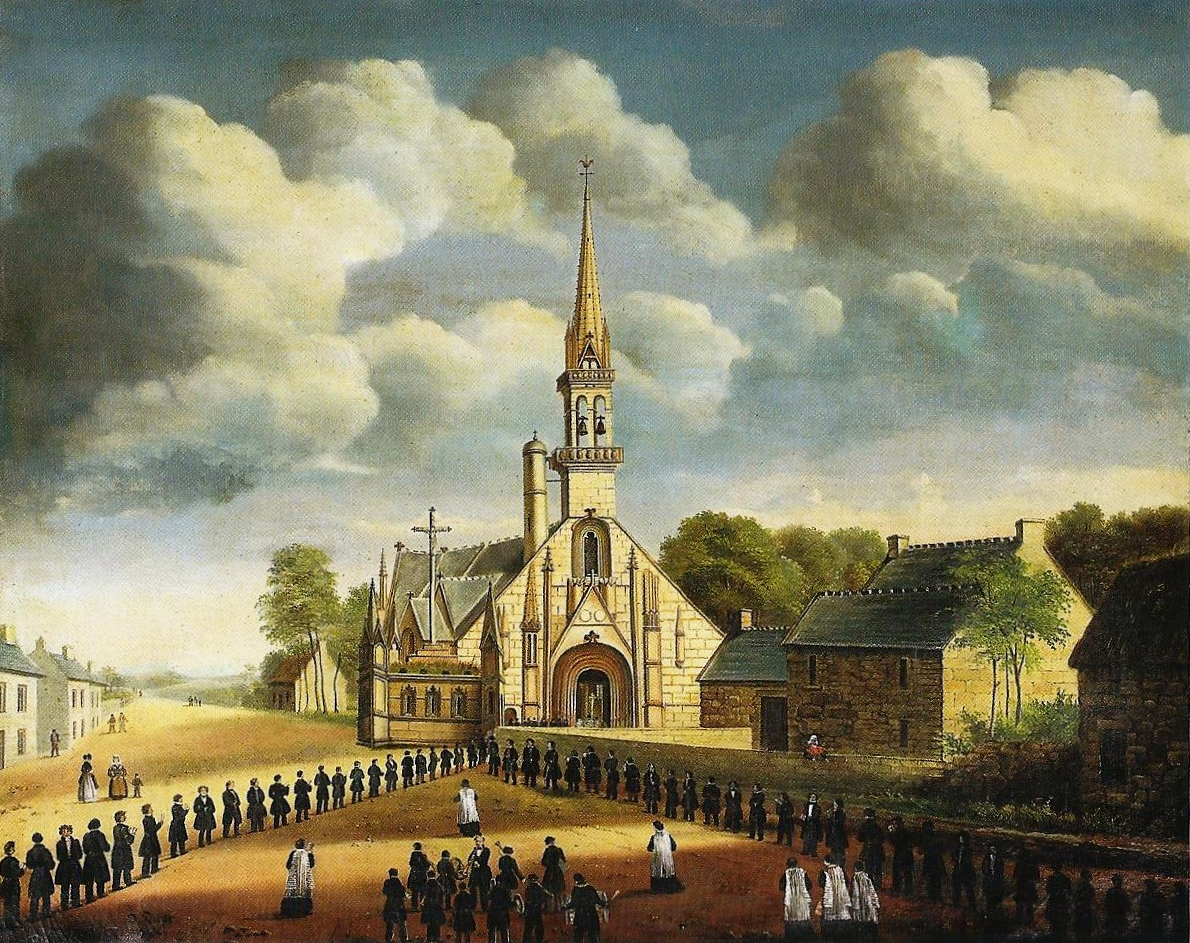
Dominique-Marie Dupé : Les séminaristes de Pont-Croix en pèlerinage à Notre-Dame de Confort (évêché de Quimper, vers 1850)

Jean-Marie Abgrall, ordonné prêtre en 1870, fut pendant 16 ans enseignant de dessin et d'archéologie au petit séminaire de Pont-Croix avant de poursuivre sa carrière à Quimper. Il fut aussi architecte, construisant notamment la chapelle Saint-Vincent au sein du petit séminaire de Pont-Croix entre 1902 et 1905 ; il la considérait comme son chef-d'œuvre.

#### Pont-Croix vers le milieu duXIXesiècle
A. Marteville et P. Varin, continuateurs d'Ogée, décrivent ainsi Pont-Croix en 1845 :

« Pontcroix ; ville ; commune formée par l'ancienne paroisse de ce nom ; chef-lieu de district ; aujourd'hui cure de 2e classe ; bureau de poste ; bureau d'enregistrement ; brigade de gendarmerie à cheval ; chef-lieu de perception. (...). Principaux villages : Kervennec, Kergroas, Kervilien, Kergadel, Lanriscar, Lannéen. Superficie totale : 774 hectares dont (...) terres labourables 432 ha, prés et pâtures 49 ha, bois 17 ha, vergers et jardins 17 ha, landes et incultes 216 ha (...). Moulins : 6 (de Saguensceau, de Lannéen, de Tréfrest, à vent ; de Lespoul, Vert, de Saguensceau, à eau).  Pont-Croix est une petite ville située sur la route de Nantes à Audierne, et en même temps sur un bras de mer ou rivière qui aboutit à la baie d'Audierne. Bâtie sur un plateau assez élevé, cette ville se compose d'un assemblage irrégulier de maisons qui descendent de l'éminence sur laquelle elle est assise au petit port, où remontent des bateaux de 30 à 40 tonneaux. Depuis quelques années, Pontcroix s'est beaucoup embellie : les pavés, jadis horribles, ont été améliorés et une promenade assez jolie a été aménagée à l'entrée de la route venant de Nantes, ou pour mieux dire de Quimper. L'église de Pontcroix est remarquable par un clocher assez élancé et découpé à jour ; le portail est aussi d'un travail remarquable et accuse un ciseau aussi spirituel que délicat. Le bras de mer ou rivière Goyazen, qui borde la commune de Pontcroix, la sépare d'un village qui passe pour être beaucoup plus ancien que cette ville, et pour avoir été par le passé chef-lieu de cette localité (voyez Plouhinec). (...). Il y a foire à Pontcroix les troisièmes mercredis de chaque mois, et marché le jeudi. Géologie : constitution presque entièrement granitique ; cependant le micaschiste entoure la ville. Cette roche a cela de particulier qu'elle offre de nombreux gisements de sulfure et de carbure de fer. On parle le breton. »

#### Le port de Pont-Croix

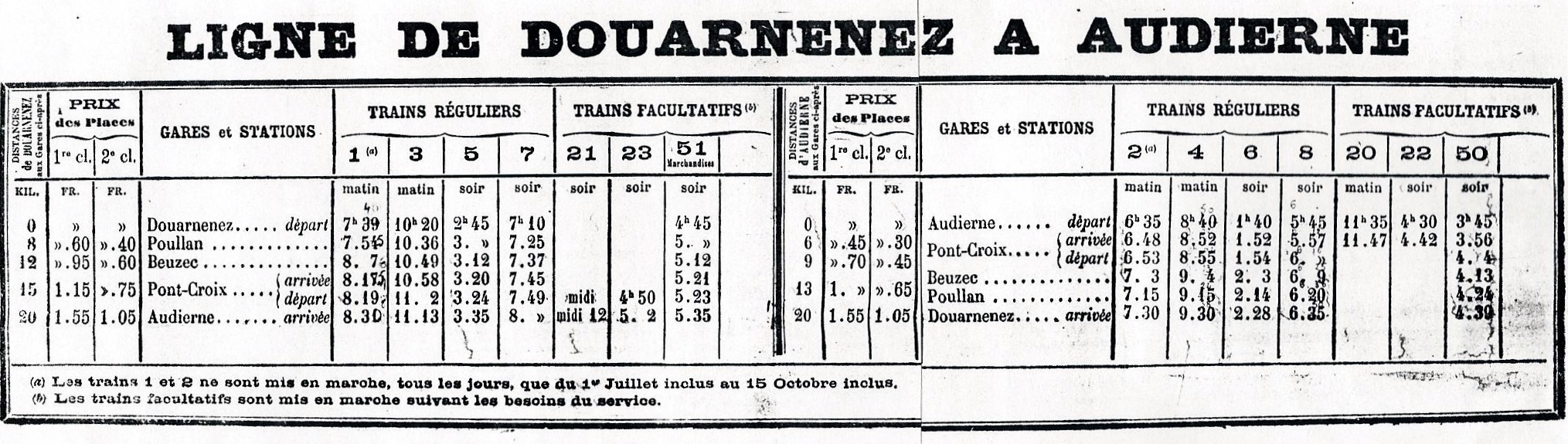
Les horaires de la ligne de chemin de fer Douarnenez-Audierne en 1896.

Au XIXe siècle, le port est doté d'un quai en pierre, mais est handicapé par la marée et l'envasement qui limitent la taille des bateaux de charge, tandis que la ville devient un îlot républicain qui se donne au parti radical-socialiste. Le commerce de gros s'y installe, ainsi que se renforce la présence des artisans, des notaires et des commerçants. Des hôtels de tourisme sont construits à la fin du siècle et on inaugure le chemin de fer départemental à voie étroite qui fait se rejoindre les lignes de Douarnenez à Audierne (le train youtar) et de Pont-l'Abbé à Pont-Croix (le train carottes).

#### Les foires de Pont-Croix

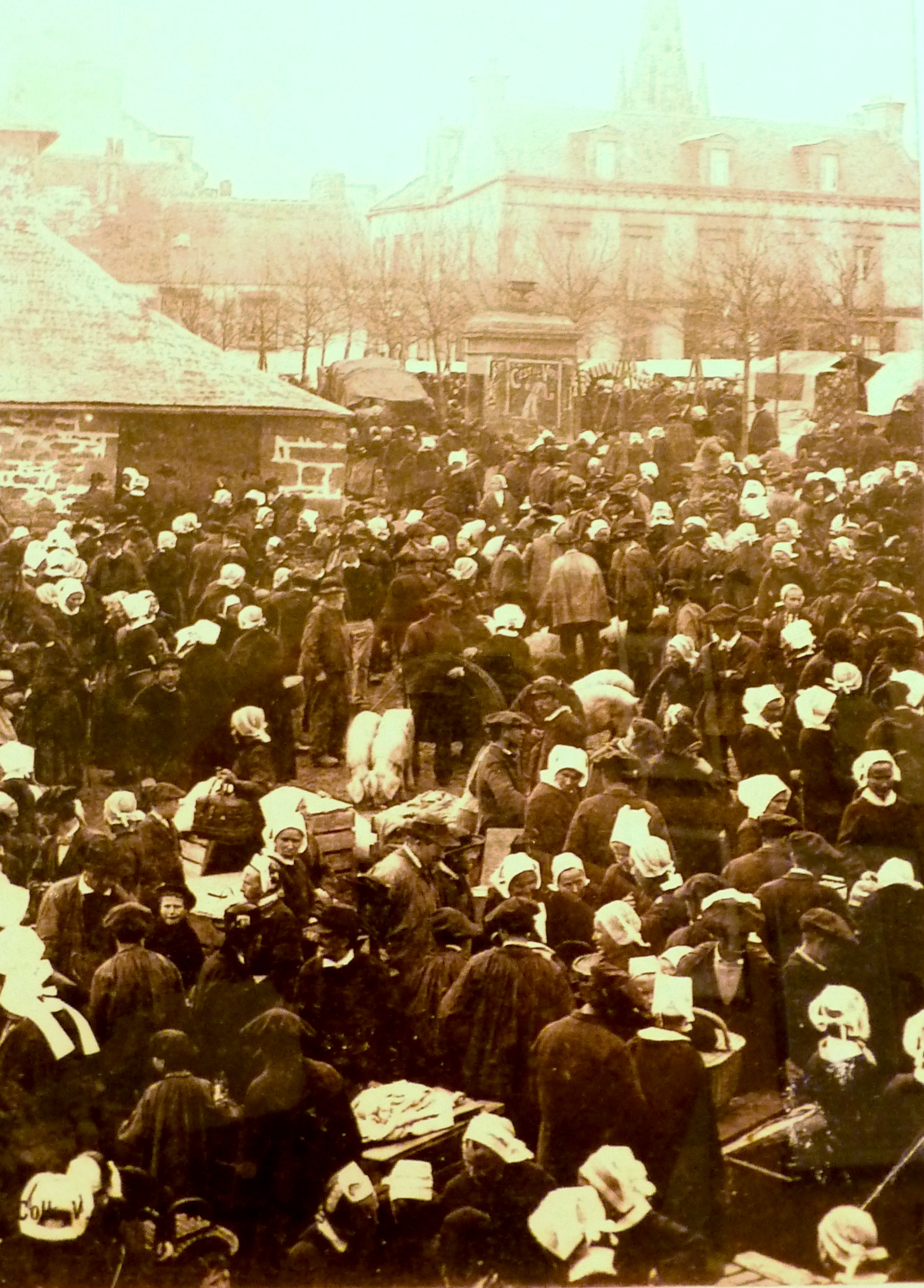
Pont-Croix : le marché aux porcs vers 1920.

Depuis des temps immémoriaux des foires se sont déroulées à Pont-Croix, lieu de passage obligé entre les régions du Cap Caval et du Cap Sizun ; elles sont mentionnées dès le IXe siècle ; au XIVe siècle, des foires ou des marchés avaient lieu chaque jeudi et chaque dimanche ; au XVIIe siècle il y avait douze grandes foires dans l'année et un marché chaque jeudi (on supprima même les foires d'Audierne en raison de l'importance de celles de Pont-Croix) ; les comptes d'une année du XVIIIe siècle relèvent qu'on y vendit 3 740 chevaux, plus de 7 000 vaches, 1 358 moutons, 3 020 cochons et des volailles. Il existait aussi un marché aux chevaux. Le marché aux chevaux se tenait près de la Venelle Noire, au nord-est de l'actuelle Place de la République ; le marché aux bovins Rue de la Prison (ancienne Rue de la Geôle) ; moutons et veaux étaient vendus Place de l'Église ; le marché aux cuirs se tenait à l'angle de la rue Alavoine et de la rue Kersaudy ; les porcs étaient vendus autour des halles ; volailles, lapins et œufs Rue des Œufs (ancienne Rue du Four) ; il y avait aussi un marché des cordes ; etc. Chaque foire avait sa spécialité : la foire des îliens (de l'Île-de-Sein) en novembre ; celle « en tout » en décembre : c'est là que se négociaient les contrats de travail.

### LeXXesiècle

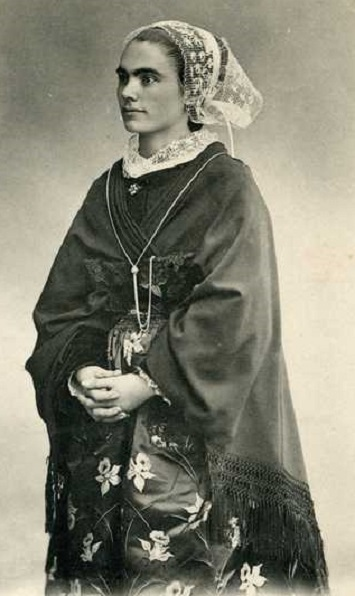
Jeune fille du Cap Sizun en 1901 (carte postale, collection Villard)

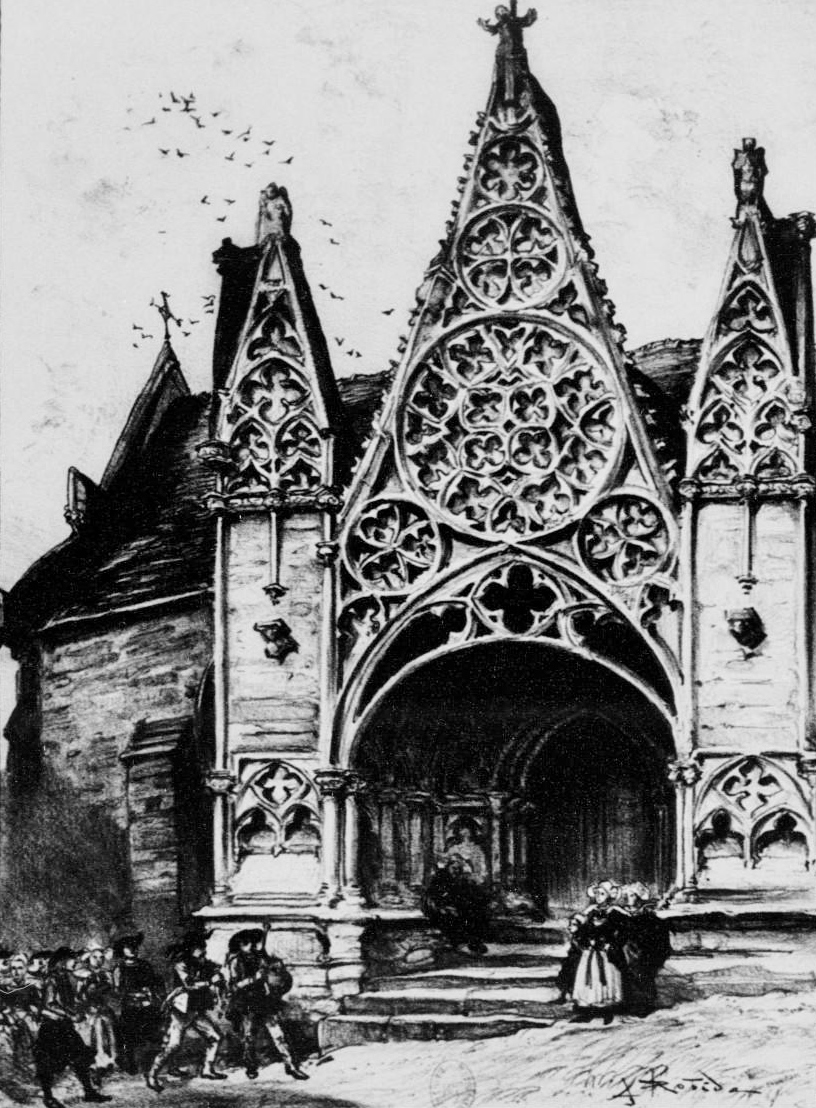
Le porche de l'église de Pont-Croix vers 1900 (lithographie d'Albert Robida)

#### La Belle époque
Le 20 janvier 1901 le vicomte Alain Le Gualès de Mézaubran demanda « la concession de mines de houille, schistes bitumineux, anthracite, lignite ou pétrole » qui pourraient se trouver sur les communes de Cléden-Cap-Sizun, Plogoff, Primelin, Esquibien, Audierne, Plouhinec, Pont-Croix et Goulien.
L'expulsion des Sœurs des Filles du Saint-Esprit qui tenaient l'école privée en vertu de la Loi sur les congrégations provoqua des incidents : le 13 août 1902, 1 500 manifestants s'opposent pendant trois heures à l'intervention de la troupe, qui doit démolir une barricade de voitures dans la rue menant à l'école. Selon La Dépêche de Brest « plusieurs prêtres ont leur soutane arrachée, mise en lambeaux ; des manifestants ont la figure en sang. Le sol est jonché de chapeaux, de bâtons et de sabots ».
En 1903, le curé-doyen de Pont-Croix, A. Théphany, écrit : « Il est donc, même à Pont-Croix, impossible, pour le moment du moins, et d'ici longtemps, de songer à donner l'instruction religieuse au plus grand nombre autrement que dans la langue bretonne ».
En 1905 est construite la chapelle du séminaire, de style néoroman.
Le 29 janvier 1907 (le gouvernement avait décidé en 1906 la suppression des petits séminaires, à la suite de la loi de séparation des Églises et de l'État), 534 soldats et gendarmes, sous la direction du préfet en personne, enfoncent les porte du petit séminaire et expulsent enseignants, élèves et parents qui, prévenus, ont passé la nuit en prières et en pleurs. L'établissement confisqué par l'État en 1910. Replié au Likès de Quimper, le petit séminaire de Pont-Croix rouvrit en 1919.
Entre 1921 et 1960, 90 % des élèves du petit séminaire de Pont-Croix viennent de la campagne ou de toutes petites villes.

#### La Première guerre mondiale

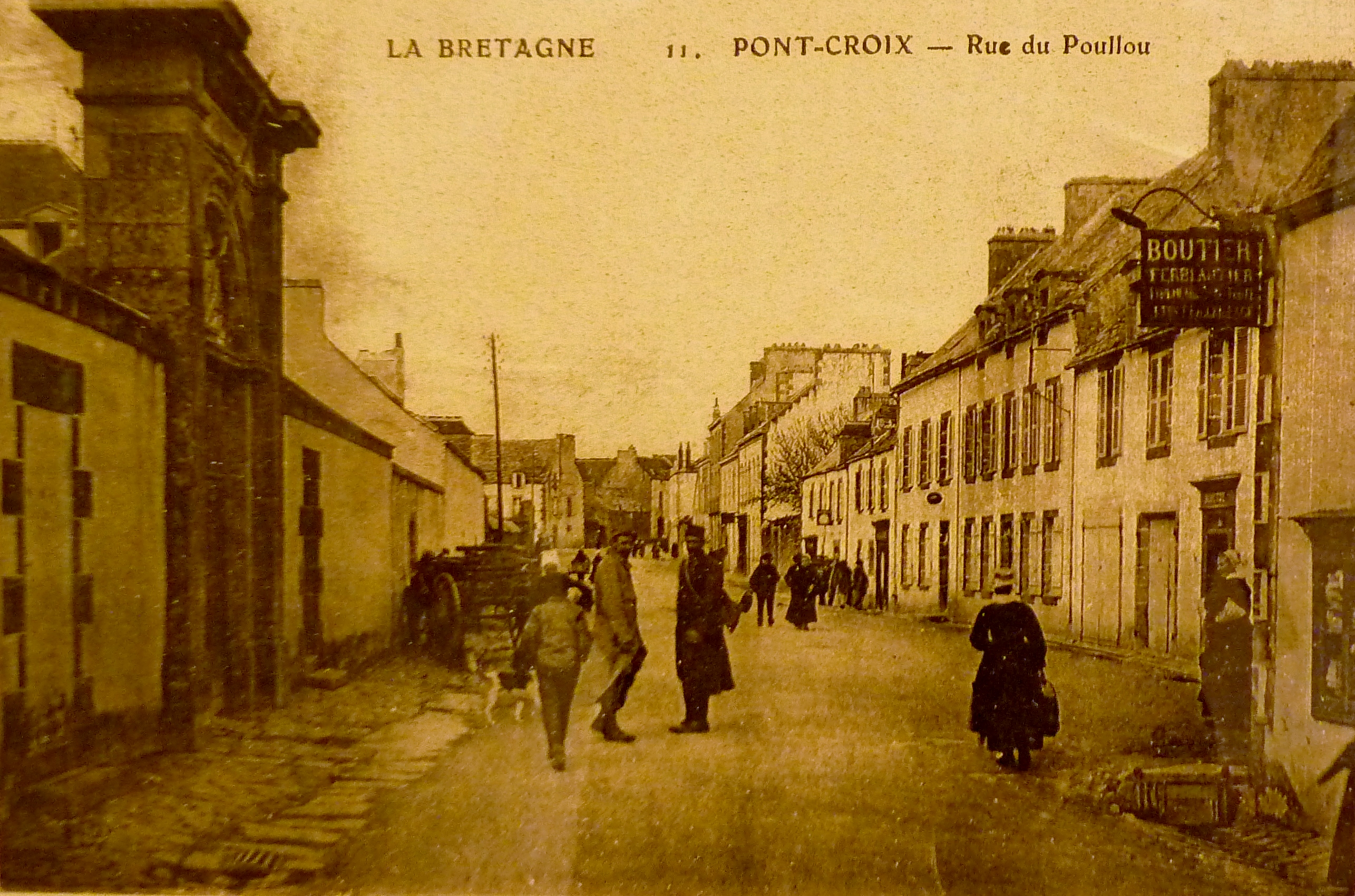
La Rue du Poullou pendant la Première Guerre mondiale.

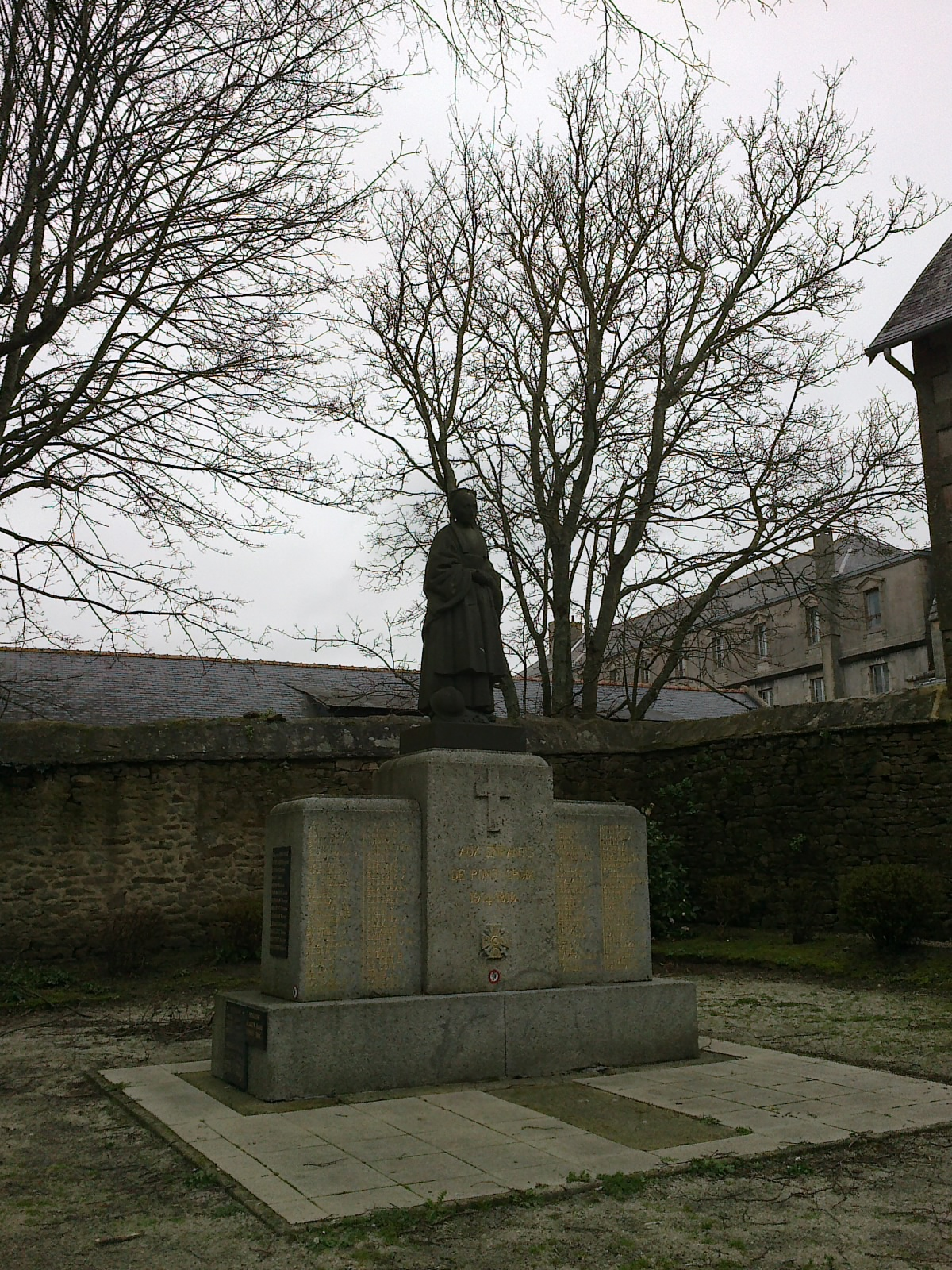
Pont-Croix : le monument aux morts.

Le monument aux morts de Pont-Croix porte les noms de 87 soldats morts pour la France pendant la Première Guerre mondiale. Plusieurs d'entre eux sont morts dès le premier mois de guerre en Belgique comme Noël Bonizec et François Moullec, tous deux tués le 22 août 1914 à Rossignol et Mathieu Quittot disparu le même jour à Maissin. Certains sont décédés alors qu'ils participaient au Corps expéditionnaire français d'Orient comme François Chapalain, tué le 9 mai 1915 à Seddul-Bahr (Turquie) et le maréchal des logis Albert Neis, tué le 7 mai 1917 à Makovo (Serbie). Cinq ont disparu en mer : Jean Marie Biliec, disparu le 8 février 1916 lors du naufrage du croiseur cuirassé Amiral Charner torpillé par un sous-marin allemand de type U-21 en Méditerranée orientale, Jean Guillou, disparu en mer lors du naufrage du cuirassé Suffren torpillé le 26 novembre 1916 par un sous-marin allemand de type U-52 au large de Lisbonne, Jean Coublanc et Guillaume Tiec, disparus le 19 mars 1917 lors du naufrage du cuirassé Danton coulé par un sous-marin allemand de type U-64 en mer Tyrrhénienne au large de la Sardaigne, Jean Guillaume Jadé, mort lors du naufrage du Jeanne-Conseil torpillé par le sous-marin allemand UB-59 le 28 novembre 1917 ; tous les autres sont décédés sur le sol français lors des combats ou des suites de leurs blessures ou maladies contractées en service.
La Bretonne représentée par René Quillivic sur le monument aux morts de Pont-Croix est Marianne Olivier, dite Marianne-an-Tocar, modiste, qui avait perdu son mari et deux de ses enfants pendant la guerre. Au pied du monument est écrit en breton, la langue maternelle de tous les poilus pontécruciens : Hor gwad d'ar vro. Hon ene da Zou (« Notre sang au pays. Notre âme à Dieu »).
Par ailleurs, le séminaire de Pont-Croix a abrité pendant la Première guerre mondiale l'hôpital complémentaire no 37 ; huit soldats non originaires de Pont-Croix qui y étaient hospitalisés y sont décédés et sont inhumés dans le carré militaire du cimetière communal.

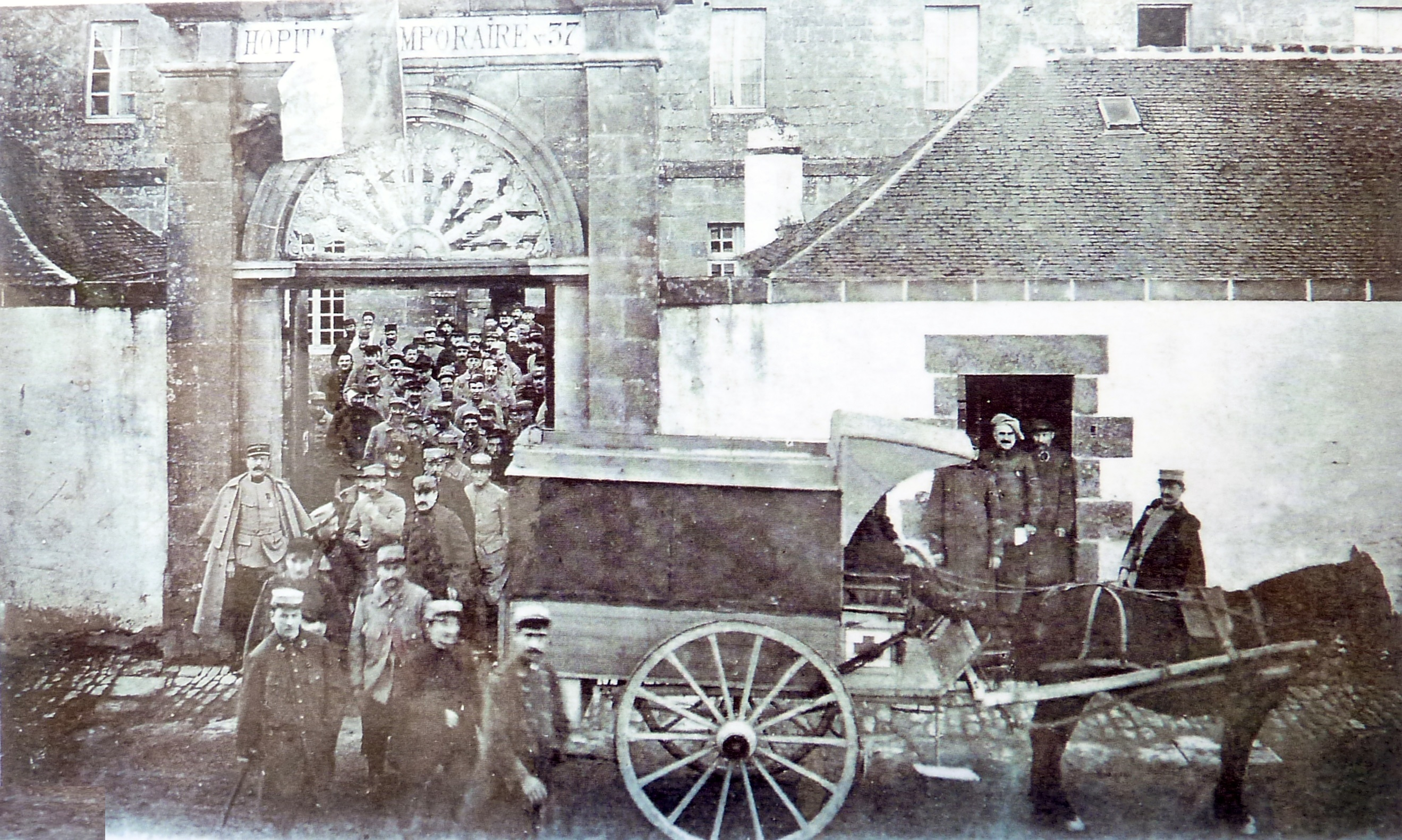
Pont-Croix : hôpital temporaire no 37, sortie des blessés pour la promenade.
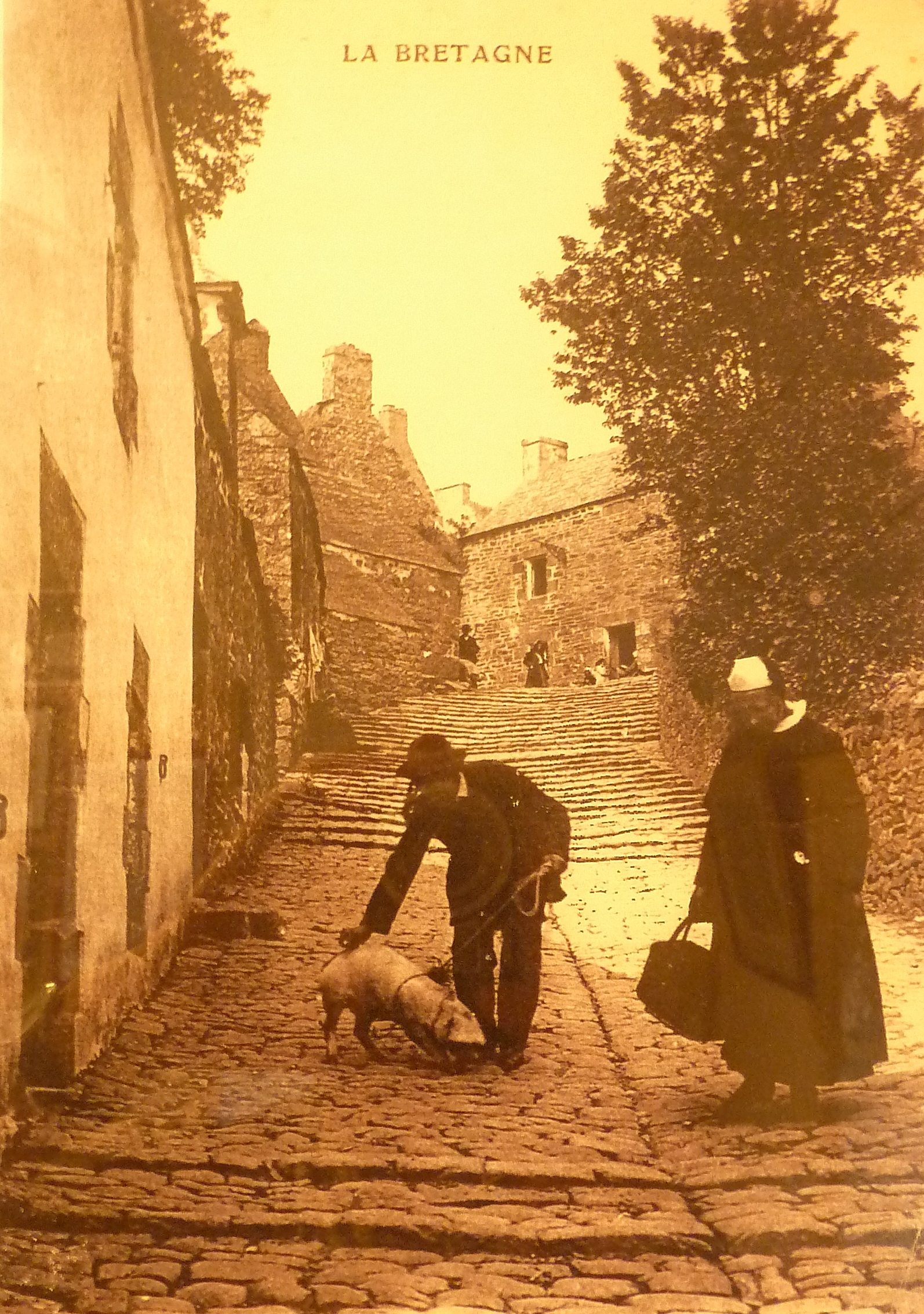
Les escaliers du milieu de la Grande Rue Chère vers 1920.
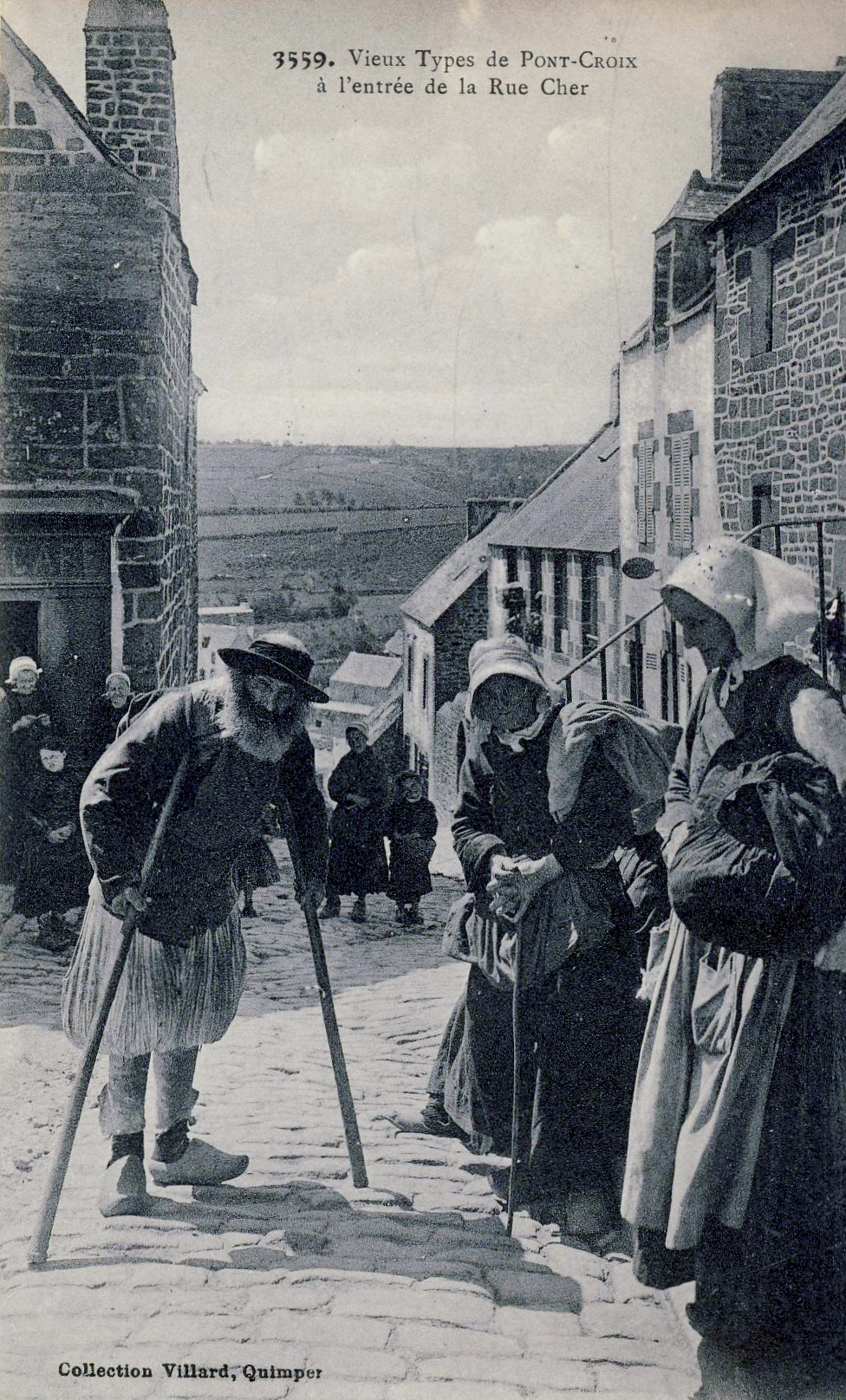
Personnes âgées à l'entrée de la Rue Chère vers 1920 (carte postale Villard).
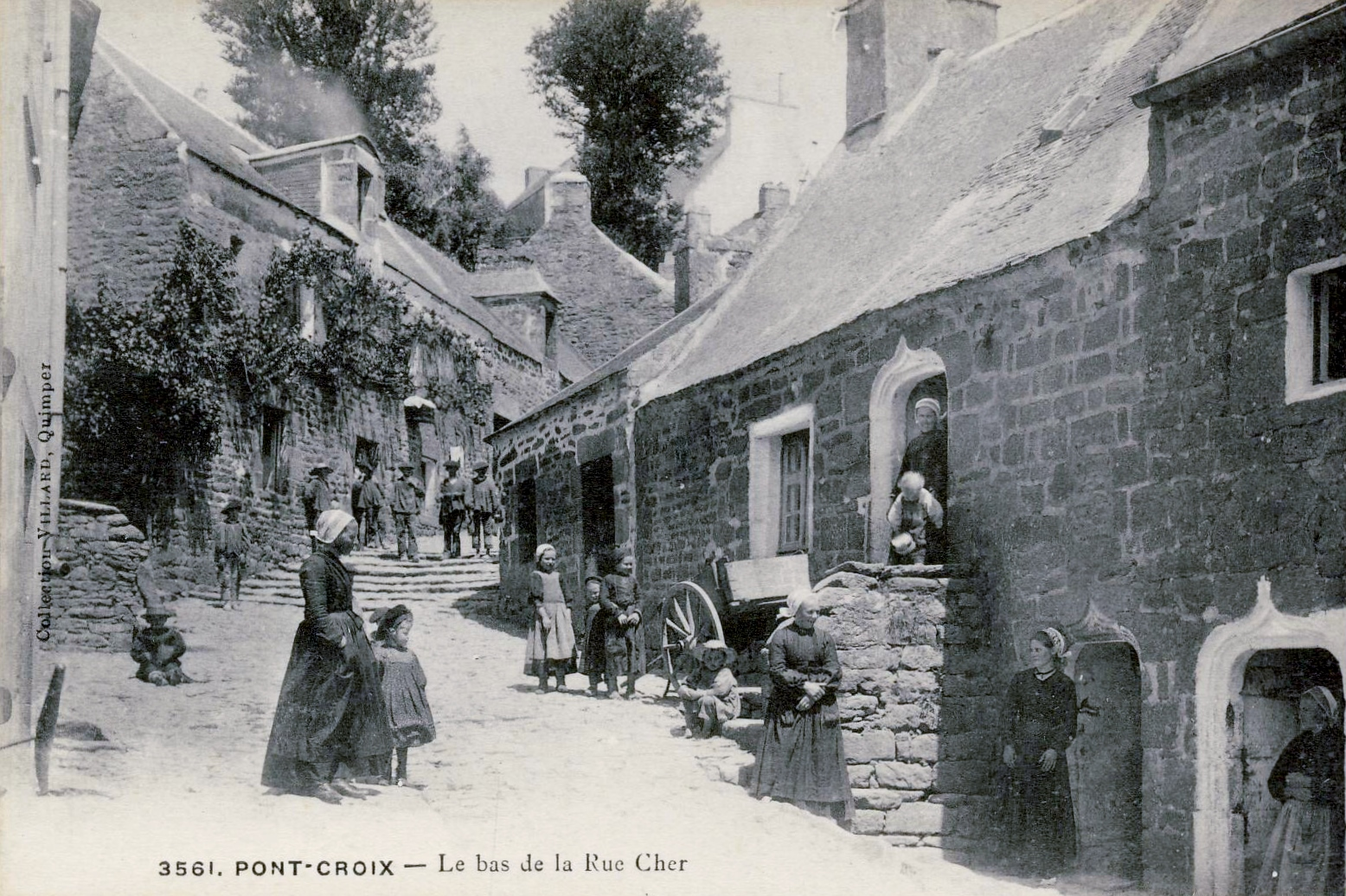
Le bas de la Rue Chère vers 1920 (carte postale Villard).
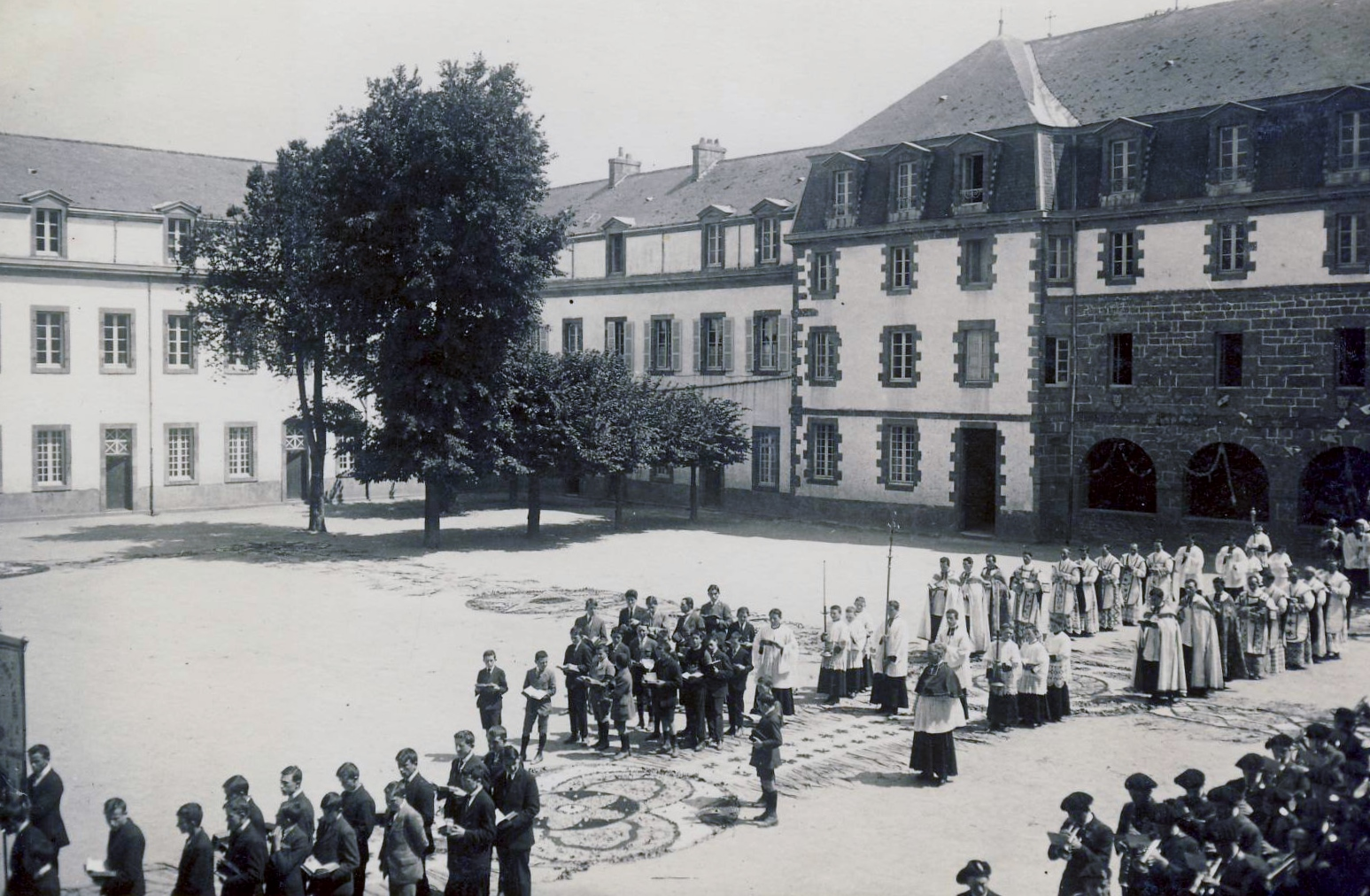
Procession à Pont-Croix vers 1920 (carte postale Villard).
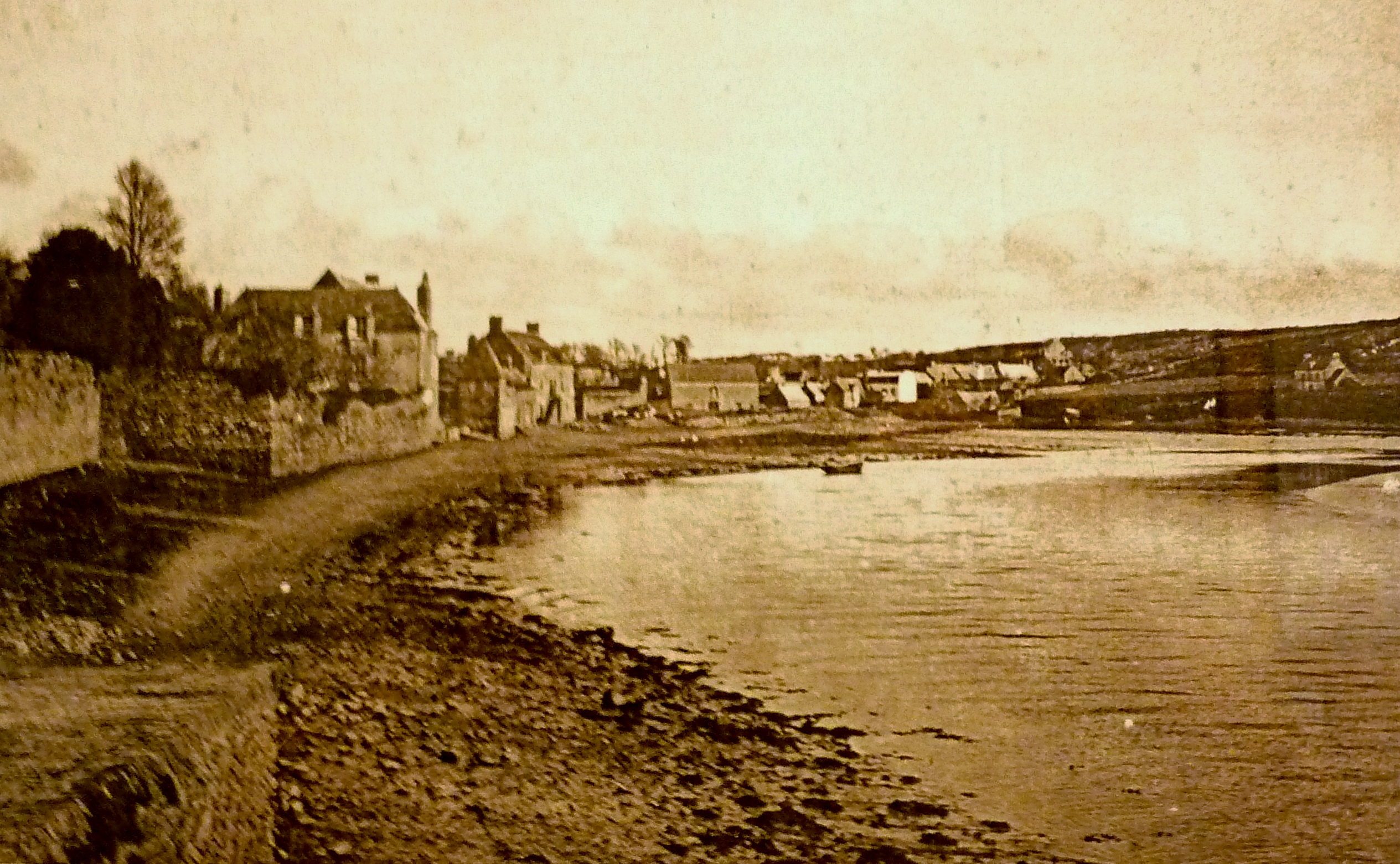
Pont-Croix : l'anse de Porz-an-Listri vers 1920, un simple port d'échouage.

#### L'Entre-deux-guerres

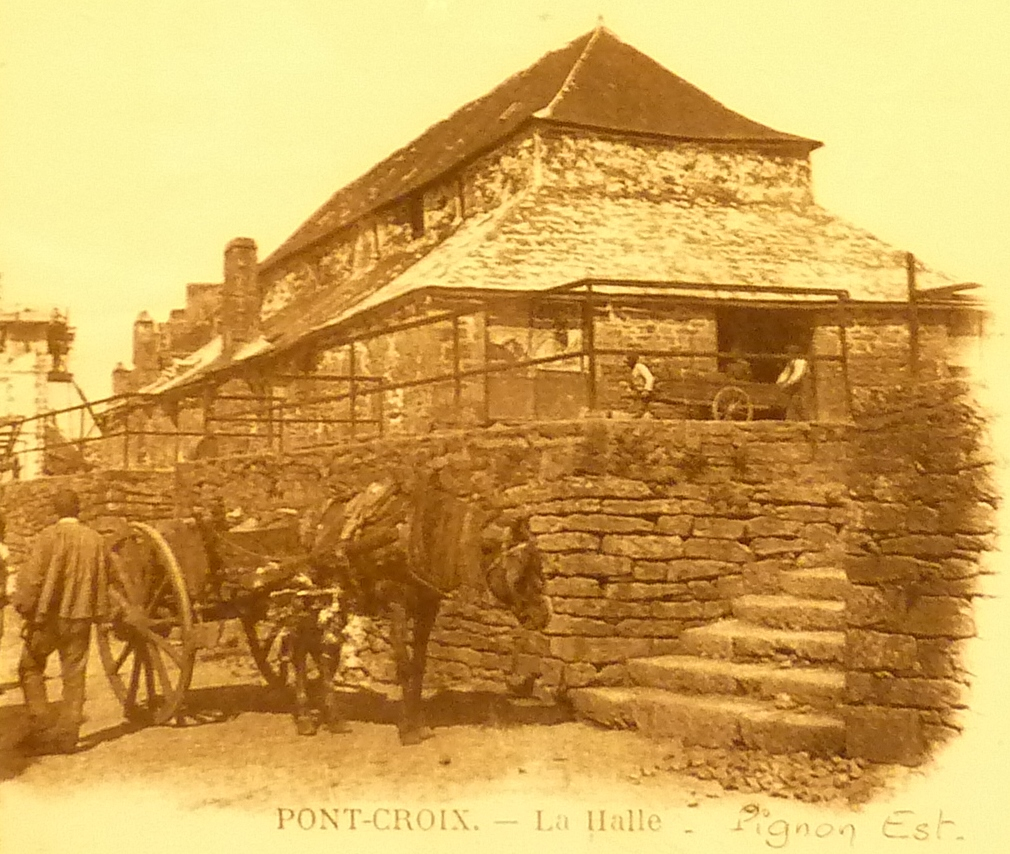
Les halles de Pont-Croix, construites vers 1650 (détruites en 1950).

Le petit séminaire rouvre en 1919. De nombreuses tensions existaient alors entre les partisans de la religion et les défenseurs de la laïcité. Selon le témoignage d'Yvonne Savina, épouse Mourrain, dans la décennie 1920, les prêtres par exemple n'autorisaient que quatre bals par an lors de mariages et ceux-ci devaient en représailles, être célébrés à l'église à 7 heures du matin.
Jeanne Nabert dans son roman « Le cavalier de la mer » paru en 1931 écrit notamment à propos des halles que le maire Arsène Kersaudy et son épouse avaient accaparé pour les besoins de leur négoce :

« (...) Les gens de Bourg Le Cap [en fait Pont-Croix] en étaient tombés à ce point qu'ils ne sentaient plus l'humiliation d'avoir cédé à leur tyran un bâtiment public et tenaient stoïquement leurs marchés sous le soleil brûlant qui faisait crever porcs et moutons, ou sous les grandes pluies qui pourrissaient les laines et les grains, tandis que les ballots de la mairesse s'entassaient gratuitement à l'abri des halles. »

La première séparation entre le hameau Kéridreuff et la commune de Plouhinec fut de nature religieuse, en 1924. « Le 5 novembre 1923, une quarantaine de familles du hameau de Kerydreuff adressent à l'évêque de Quimper, Mgr Duparc, une pétition par laquelle elles demandent à être rattachées 'pour tout le spirituel' à la paroisse de Pont-Croix, en raison de la grande distance qui les sépare de leur église. [...] Le chapitre de la cathédrale de Quimper, réuni en séance extraordinaire le 2 octobre 1924, donne, à l'unanimité, un avis favorable au "démembrement" de la paroisse de Plouhinec et au rattachement de Kerydreuff à celle de Pont-Croix. Le même jour, l'évêque décrète l'annexion à Pont-Croix du quartier concerné ».
La ligne ferroviaire à voie métrique surnommée « train carottes », exploitée initialement par les Chemins de fer armoricains, fut inaugurée le 1er octobre 1912 et ferma le 30 juin 1935, ne fonctionnant donc que 33 ans à peine. La voie ferrée partait de Pont-l'Abbé et desservait les gares de Plonéour-Lanvern, Tréogat, Pouldreuzic, Plozévet, Plouhinec, Pont-Croix, pour aboutir à Audierne ; la ligne desservait aussi des arrêts facultatifs supplémentaires comme celui de Plovan. « C'était un train mixte de marchandises et de voyageurs, qui a eu un impact important sur la vie économique et sociale en pays bigouden et dans le cap Sizun » a écrit l'historien Serge Duigou.
Jean Jadé, silloniste, conseiller général du canton de Pont-Croix, fut député entre 1919 et 1932.

#### La Seconde guerre mondiale
Le monument aux morts de Pont-Croix porte les noms de 13 personnes mortes pour la France pendant la Seconde Guerre mondiale. Parmi elles Hector Audren, résistant membre du réseau de résistance Amarante, mourut en déportation à Bergen-Belsen le 12 avril 1945, trois jours avant la libération de ce camp de concentration et Alain Le Dem, mort le 18 février 1942 lors du naufrage du sous-marin Surcouf coulé par méprise par un hydravion américain Catalina qui l'aurait confondu avec un sous-marin allemand au large de Panama.
Le gendarme Pierre Brasquer, en poste à Pont-Croix, est mort le 9 août 1944 à l'hôpital de Douarnenez des suites de ses blessures reçues alors qu'il ripostait à l'attaque par une colonne allemande des habitants de Plozévet qui s'étaient rassemblés pour fêter l'arrivée prochaine des troupes alliées. La 63e promotion de l'École de Gendarmerie de Châteaulin lui a rendu un hommage solennel en le prenant pour parrain en juin 2015.
La « compagnie Surcouf », un corps-franc de résistants membre du réseau Libération-Nord, participe aux combats de Pors Lesven en Beuzec-Cap-Sizun le 26 août 1944 où 18 résistants trouvèrent la mort. Parmi les membres de ce groupe de résistants, le chef du corps franc Alain Cotonéa, sous-lieutenant de la compagnie décoré de la Médaille de la Résistance, né en 1912, Roger Gargadennec, né le 21 novembre 1924, et Jacques Colin, né en 1923, tous trois à Pont-Croix ; ce dernier fut blessé le 21 juillet 1944 lors d'un combat au cours d'un parachutage d'armes à Mahalon.
Pendant l'Occupation, les Allemands réquisitionnèrent une bonne partie du Petit séminaire.
Un groupe de résistance, dirigé par le notaire Morvan, membre du réseau "Libé-Nord" fut actif à Pont-Croix en 1944.

#### L'après-Seconde-guerre-mondiale
Le XXe siècle préside à un affaiblissement de la position de la ville, dont la population décline après 1950, mais se stabilise autour de 1 700 habitants à la fin du siècle. 
Le développement relatif du tourisme ne compense pas la perte du rôle commercial, aggravée par le lancement d'un pont entre Audierne et Plouhinec en 1933.
En 1946, le vieux quartier outre-Goyen de Keridreuff est annexé par Pont-Croix aux dépens de Plouhinec, commune encore très rurale bien que beaucoup plus peuplée. La même année, la municipalité décide de faire démolir les anciennes halles, couvertes en charpente, emblématiques du dynamisme économique passé, pour cause de vétusté. La gare est fermée en 1947.
Le petit séminaire, qui eut jusqu'à 450 élèves, ferme en deux temps : il perd le second cycle en 1960 et ferme totalement en 1973, laissant un grand espace inoccupé au cœur de la ville.
Le développement du tourisme de masse renforce la position de petit centre commercial jusqu'aux années 1960, mais un déclin progressif des fonctions de centralité atteint la ville jusqu'à la fin du XXe siècle.
Marcel Pellay, héros de la Résistance pendant la Seconde guerre mondiale (il participa à de nombreuses actions de sabotage, notamment au barrage de Gigny sur la Saône; arrêté, il fut torturé et déporté à Buchenwald) mourut le 13 juillet 1958 à l'Hôpital d'instruction des armées du Val-de-Grâce des suites de blessures reçues pendant la Guerre d'Algérie.
La construction en 1972 du nouveau pont sur le Goyen à Audierne rend désormais impossible la remontée du Goyen en direction de Pont-Croix pour la plupart des bateaux.
En 1981, Anna Moullec, dernière propriétaire privée de la maison du marquisat, en fit don à la commune de Pont-Croix.

### LeXXIesiècle
Racheté en l'an 2000 par Lucien Peuziat, qui a entrepris de le restaurer et d'en faire en partie un lieu culturel, le Petit Séminaire et ancien collège Saint-Vincent a été victime d'un violent incendie ravageant plus de la moitié des bâtiments dans la nuit du 27 octobre 2006.
L'abattoir de Pont-Croix a fermé en 2017 et le projet de le reconstruire a été abandonné au profit de celui du Faou, plus central dans le département. Un projet d'abattoir mobile (pour des abattages à la ferme) doublé d'un laboratoire de découpe, existe toutefois.
En 2019 Pont-Croix est classé deuxième à l'émission télévisée « Le village préféré des Français », derrière Saint-Vaast-la-Hougue.
La première cuvée des « Coteaux de Laneon », un vin rosé produit à parti du vignoble planté sur un adret, sur la rive droite du Goyen, a été produite en 2022.

## Héraldique
| Blason de Pont-Croix | Blason  | D'azur au lion morné d'argent. Devise / CriNaturellement |
| Blason de Pont-Croix | Détails | Le statut officiel du blason reste à déterminer.         |

## Démographie
L'évolution du nombre d'habitants est connue à travers les recensements de la population effectués dans la commune depuis 1793. Pour les communes de moins de 10 000 habitants, une enquête de recensement portant sur toute la population est réalisée tous les cinq ans, les populations de référence des années intermédiaires étant quant à elles estimées par interpolation ou extrapolation. Pour la commune, le premier recensement exhaustif entrant dans le cadre du nouveau dispositif a été réalisé en 2007.
En 2022, la commune comptait 1 635 habitants, en évolution de +3,28 % par rapport à 2016 (Finistère : +2,16 %, France hors Mayotte : +2,11 %).
| 1793  | 1800  | 1806  | 1821  | 1831  | 1836  | 1841  | 1846  | 1851  |
| ----- | ----- | ----- | ----- | ----- | ----- | ----- | ----- | ----- |
| 1 037 | 1 410 | 1 462 | 1 605 | 1 698 | 1 901 | 2 175 | 2 287 | 2 267 |

| 1856  | 1861  | 1866  | 1872  | 1876  | 1881  | 1886  | 1891  | 1896  |
| ----- | ----- | ----- | ----- | ----- | ----- | ----- | ----- | ----- |
| 2 293 | 2 297 | 2 442 | 2 571 | 2 610 | 2 656 | 2 666 | 2 496 | 2 893 |

| 1901  | 1906  | 1911  | 1921  | 1926  | 1931  | 1936  | 1946  | 1954  |
| ----- | ----- | ----- | ----- | ----- | ----- | ----- | ----- | ----- |
| 2 847 | 2 714 | 2 511 | 2 717 | 2 587 | 2 521 | 2 592 | 2 728 | 2 521 |

| 1962  | 1968  | 1975  | 1982  | 1990  | 1999  | 2006  | 2007  | 2012  |
| ----- | ----- | ----- | ----- | ----- | ----- | ----- | ----- | ----- |
| 2 159 | 2 022 | 1 885 | 1 832 | 1 762 | 1 670 | 1 695 | 1 699 | 1 599 |

| 2017  | 2022  | - | - | - | - | - | - | - |
| ----- | ----- | - | - | - | - | - | - | - |
| 1 580 | 1 635 | - | - | - | - | - | - | - |

## Langue bretonne
Une école Diwan a ouvert ses portes à la rentrée 2015[réf. souhaitée].
La charte Ya d'ar brezhoneg de niveau 2 a été votée par le Conseil municipal de Pont-Croix le 31 janvier 2016.

## Monuments et sites

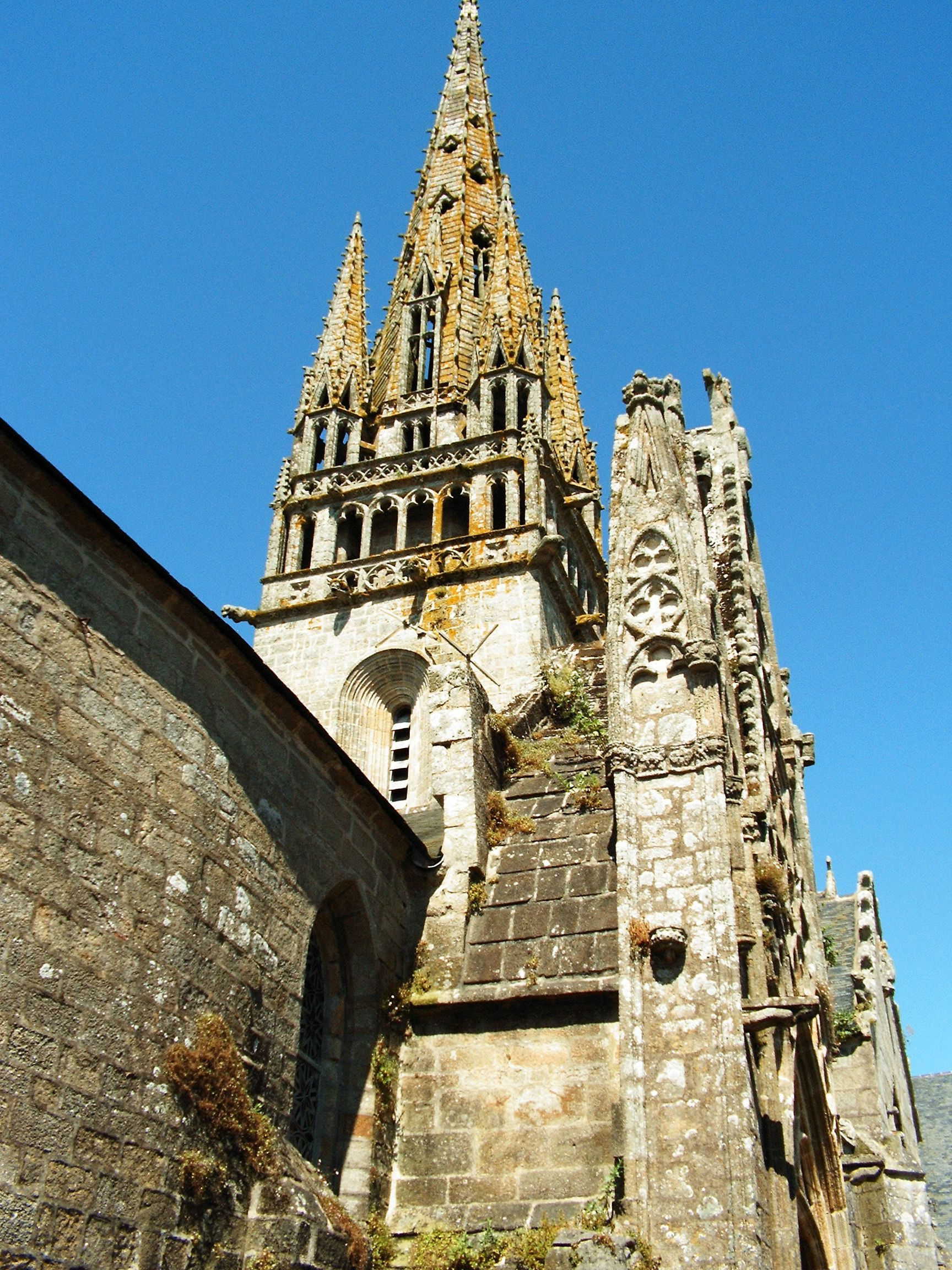
Notre-Dame de Roscudon.

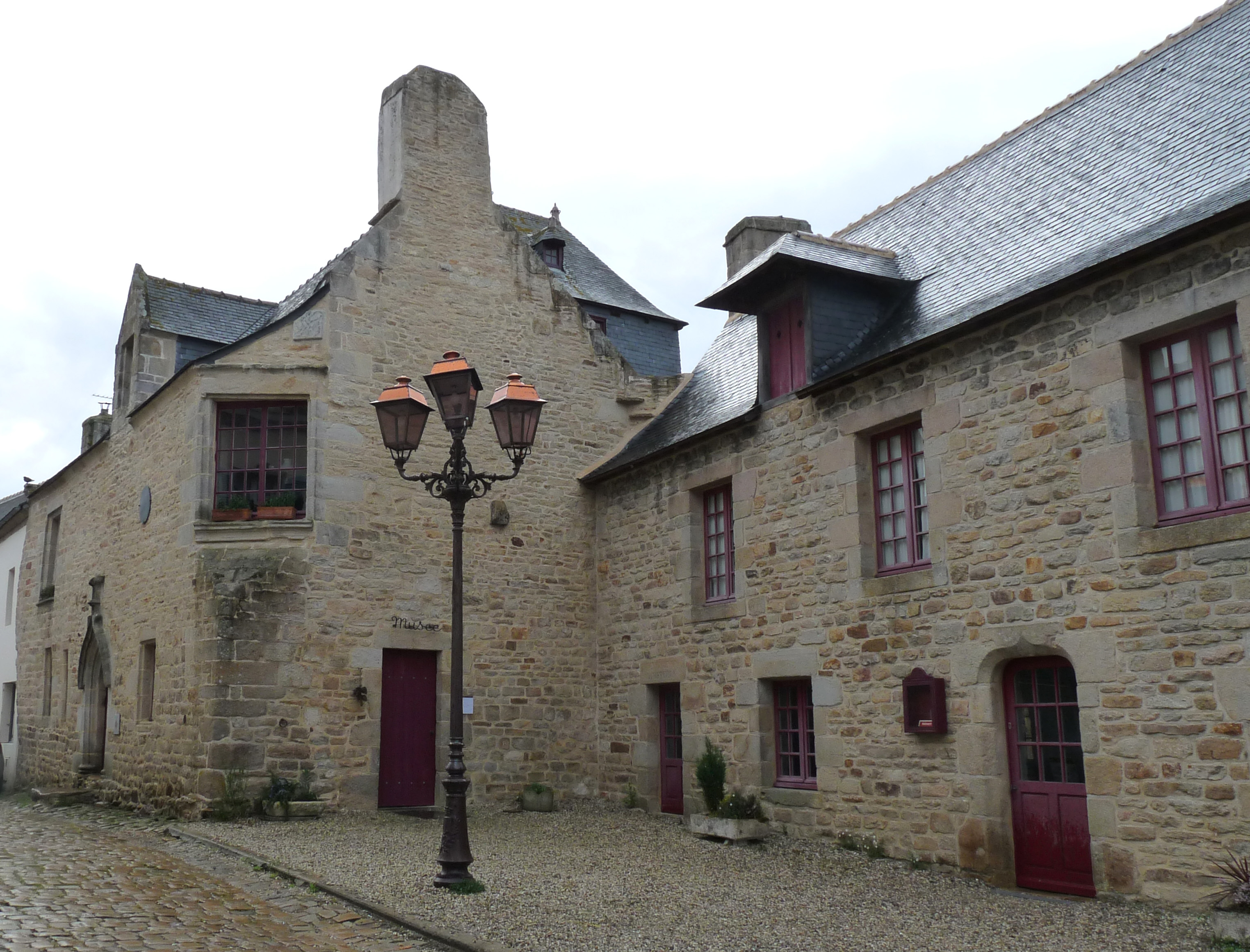
Le Marquisat, aujourd'hui Musée du Patrimoine.

- Église Notre-Dame de Roscudon, de style roman tardif (basse nef) et ogival. XIIIe-XVe siècle avec une flèche de 67 m et un portail Sud ajouré (fin XIVe). Elle est l'exemple majeur du style ogival propre à la région apparu au XIIIe siècle et que l'on dit être celui de l'École de Pont-Croix, expression inventée par l'architecte Charles Chaussepied. Mobilier classé : retable d'inspiration flamande du XVIe, Cène en haut relief de style flamand (XVIIe), chaire, baptistère. Elle a été souvent qualifiée de collégiale, mais l'existence d'un chapitre n'est pas attestée de façon certaine.
- Chapelle Saint-Vincent, début XXe. Style mêlant des influences néo-romanes et néo-gothiques (plans du chanoine Jean-Marie Abgrall).
- Maisons anciennes en ville et surtout dans le quartier d'outre rivière, Keridreuff, où certaines datent du début du XVe.
- Maison du Marquisat : XVIe siècle. Demeure noble. Aujourd'hui, Musée de la vie du Cap-Sizun. Le bâtiment voisin, dit « Maison Commune » fut tour à tour tribunal de la juridiction du Marquisat, siège du district révolutionnaire et première mairie. L'ensemble a été réhabilité et forme un ensemble muséographique intéressant.
- Ruelles pavées dévalant en escalier vers la rivière, le Goyen : Petite Rue Chère et Grande Rue Chère (le nom « Chère » est dérivé du verbe « choir » car ces rues en forte pente dévalent en escaliers du centre de la ville vers la ria du Goyen).
- Manoir de Pors Lesguen, datant de 1420 (situé Place de l'église).
- Manoir de Trémaria, datant du XVIe siècle.
- Fontaine Notre-Dame de Roscudon à l'Est de la ville.
- Ancien Petit Séminaire St-Vincent (enceinte privée et annexes communales). La "Mission patrimoine" dirigée par Stéphane Bern a octroyé en 2021 108 000 euros au Petit séminaire de Pont-Croix pour les travaux d'urgence et de mise hors d'eau du bâtiment[68].
- Le moulin de Keridreuff est un moulin intermédiaire, situé sur un cours d'eau, mais qui fonctionnait aussi comme moulin à marée.

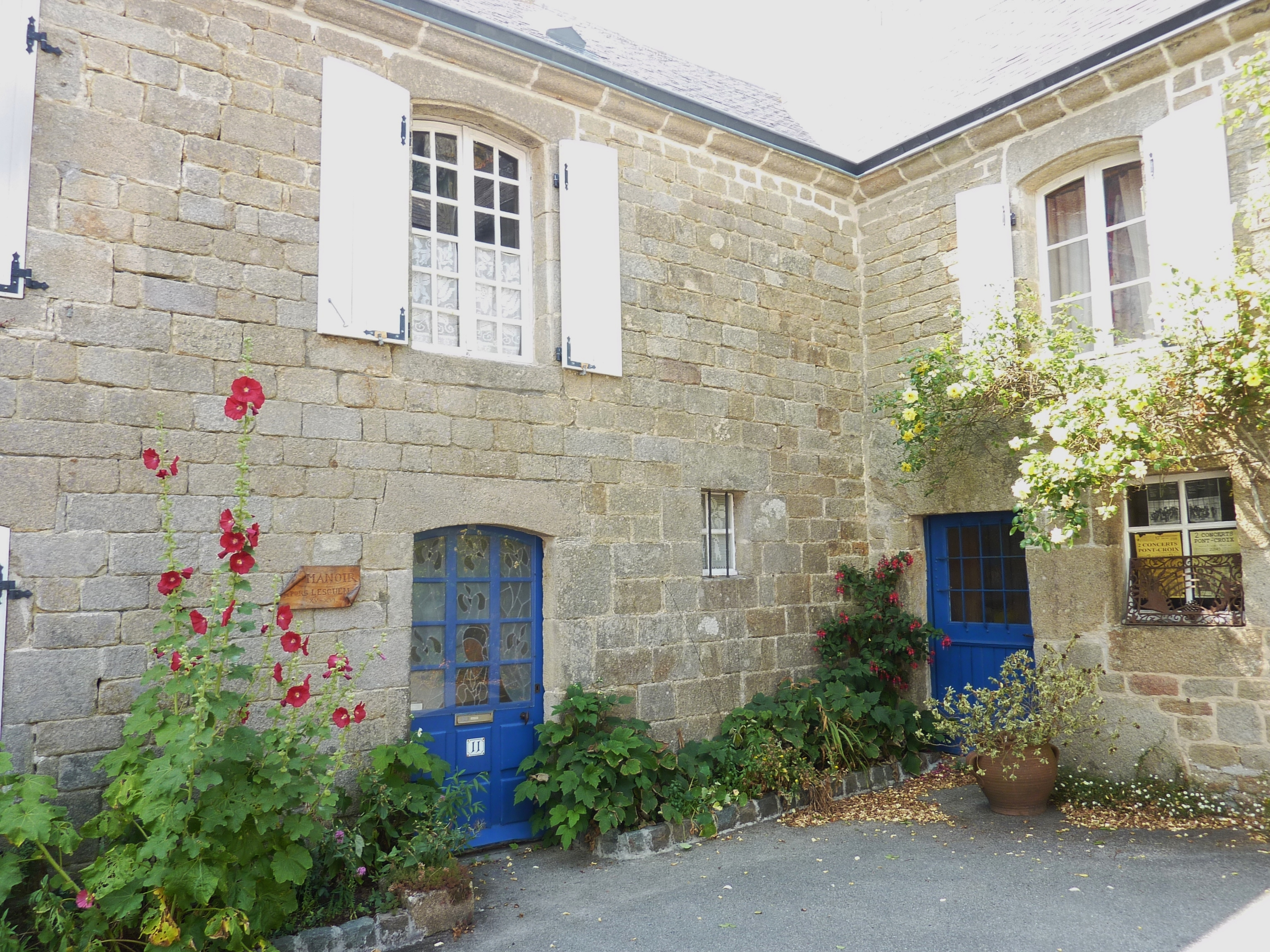
Pont-Croix : le manoir de Pors Lesguen (XVe siècle).
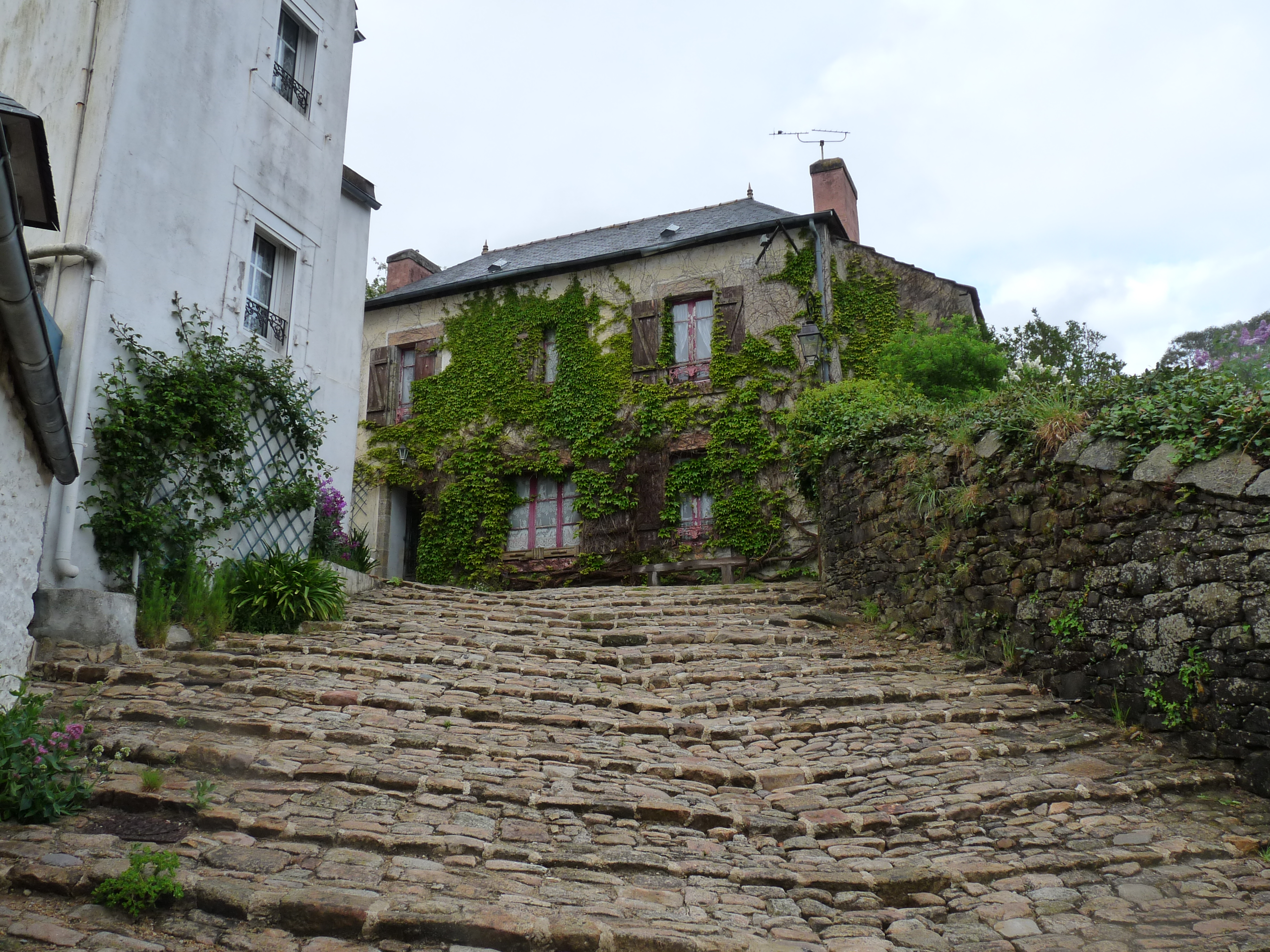
La Grande Rue Chère 1.
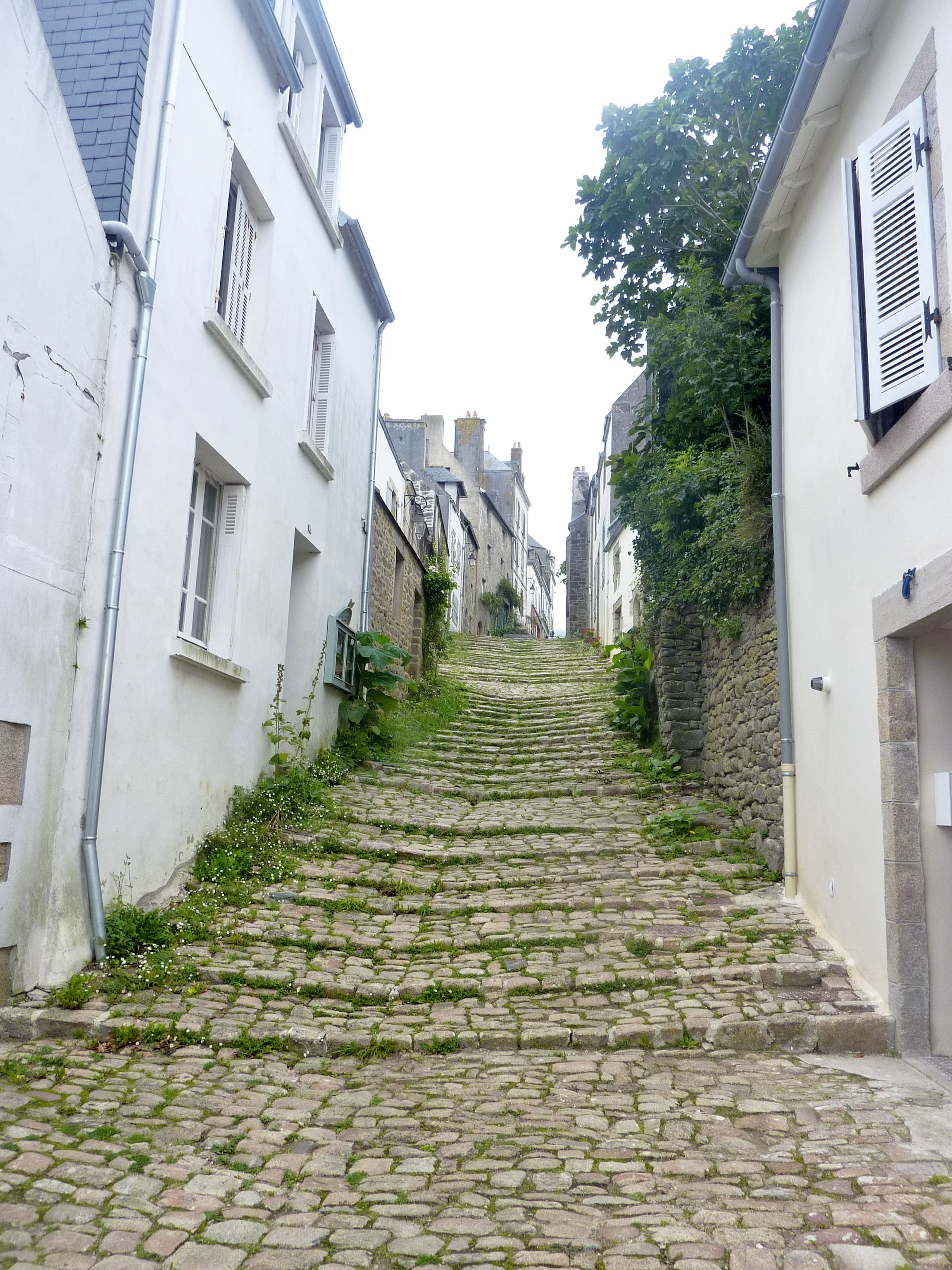
La Grande Rue Chère 2.
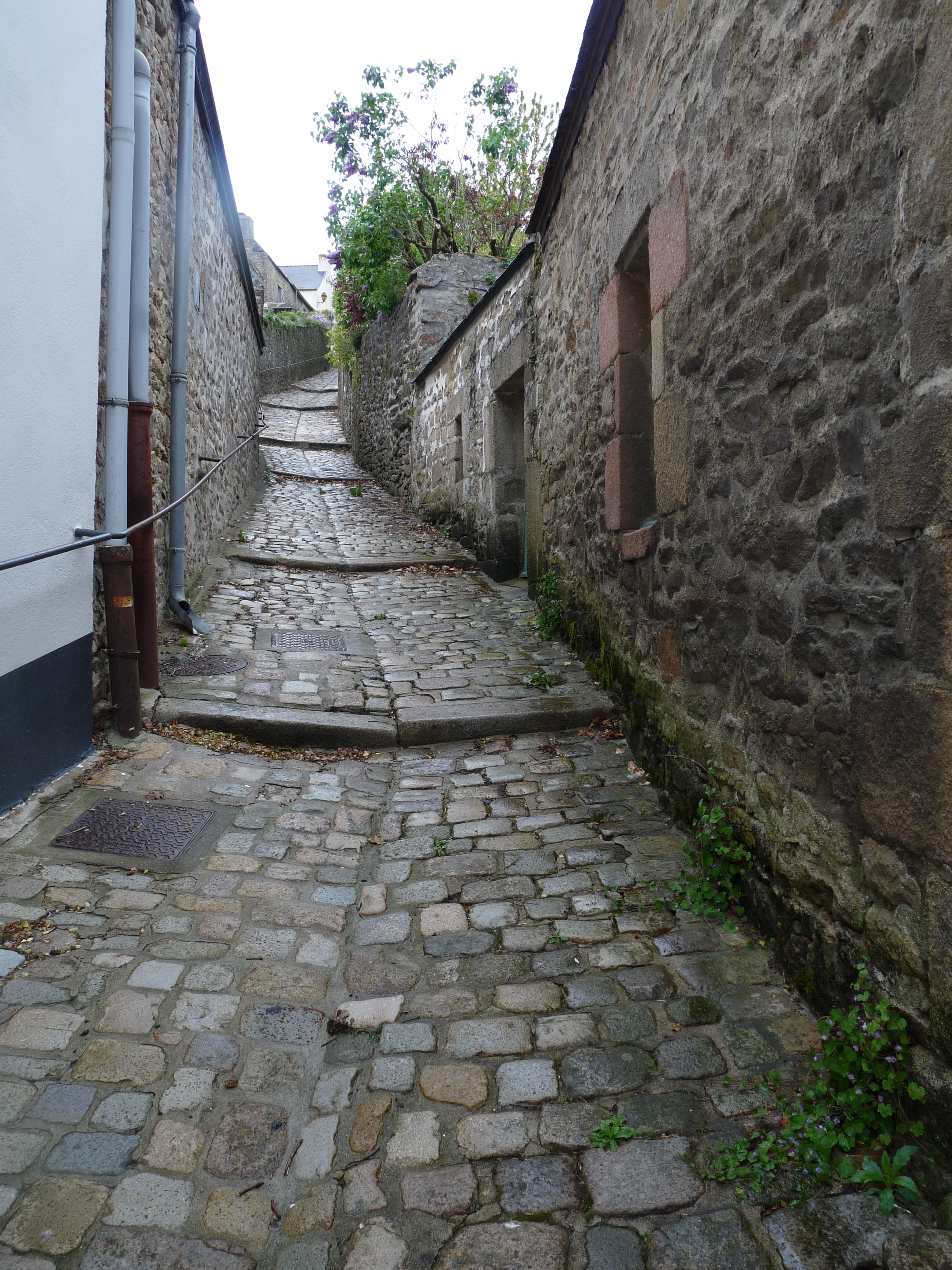
La Petite Rue Chère 1.
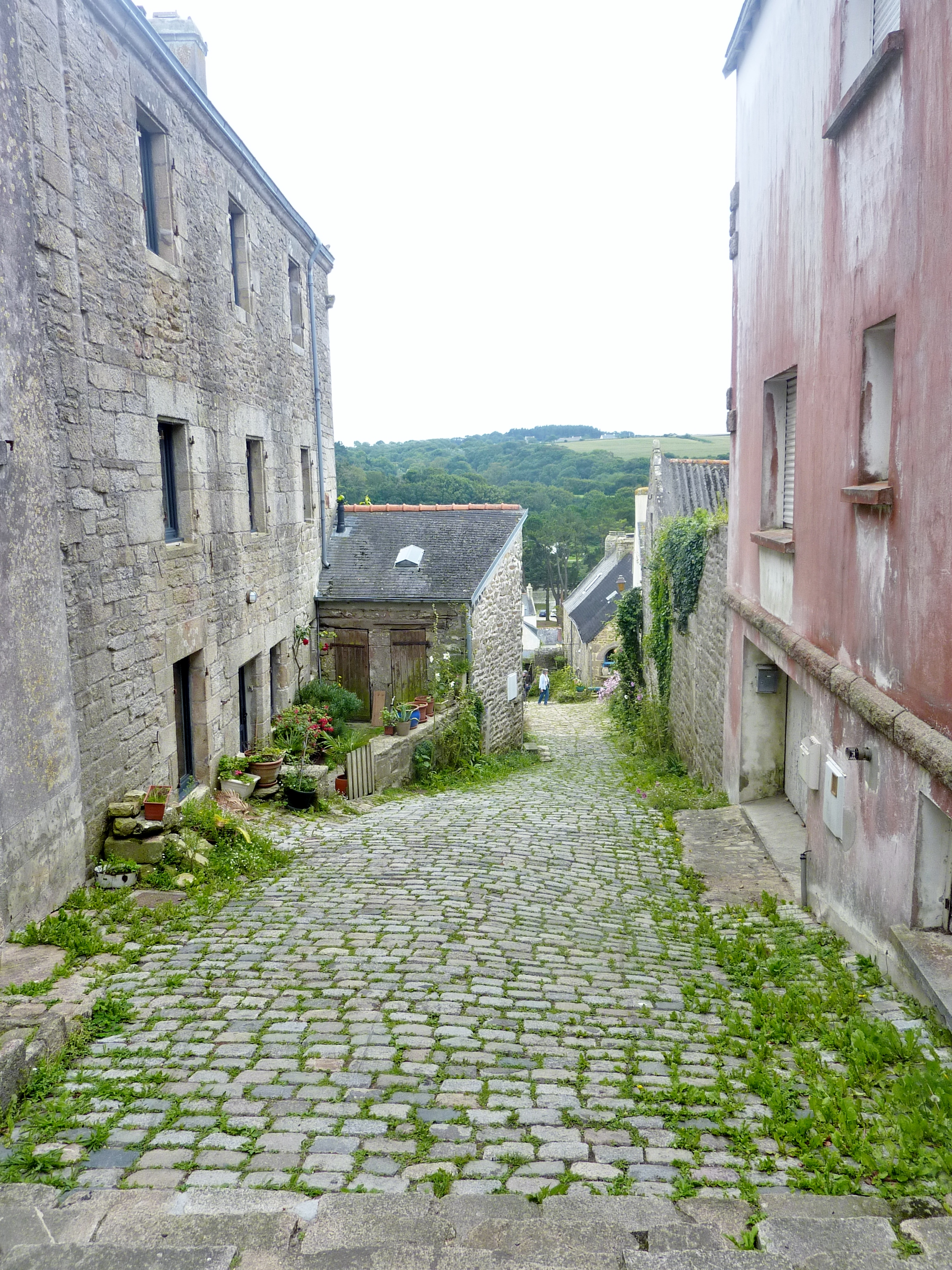
La Petite Rue Chère 2.
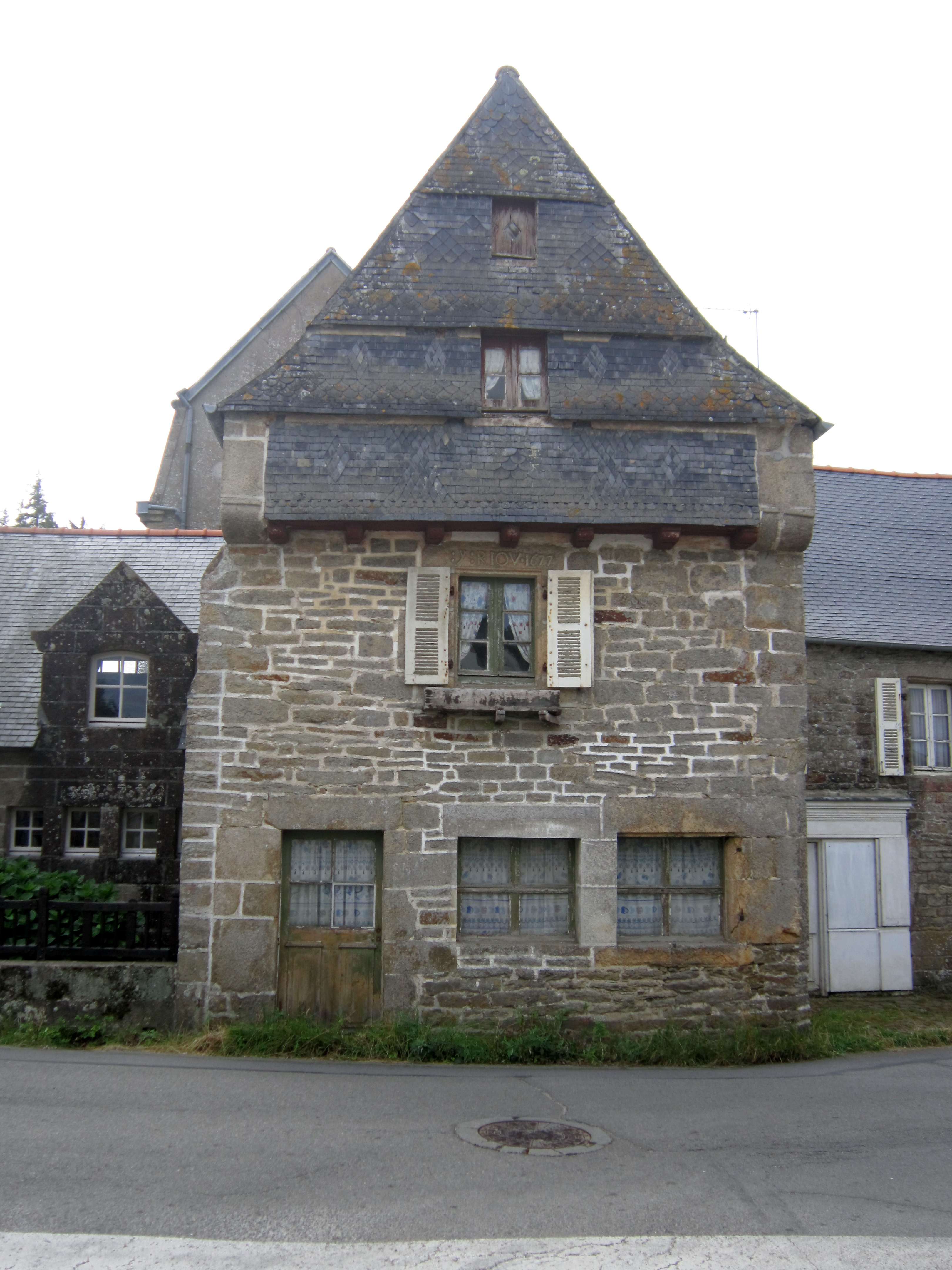
Pont-Croix : maison ancienne dans le quartier de Kerydreuff.

- L'Archéosite Pont-Croix 1358 est animé par l'association La Maisnie de Tyvarlen qui construit chaque année une nouvelle bâtisse sur le site selon les techniques du XIVe siècle afin de reconstituer un exemple de la vie civile et militaire au milieu de ce siècle ; en 2023 c'est une maison marchande qui est en construction : « la charpente [des maisons] est chevillée et assemblée en tenon et mortaise. Les murs seront ensuite montés en torchis et bois, le toit en bardeaux ». Des fêtes médiévales y sont organisées chaque été ; le 28 mai 2023 une reconstitution du Combat des Trente avec 70 participants, y a été organisée[69].
- Le "Youtar" est désormais une voie verte, ouverte aux cyclistes et aux piétons, longue de 12 km, qui part d'Audierne et va jusqu'à Pors-Péron (en Beuzec-Cap-Sizun) en longeant la rive droite du Goyen et en passant par Pont-Croix, qui a été inaugurée le 12 juin 2024 et qui reprend en partie le tracé de l'ancienne voie ferrée surnommée de ce nom[70].

## Économie
Pendant des décennies, au XIXe siècle, et au siècle suivant, jusqu'aux années 1970, s'est tenue chaque premier jeudi de chaque mois, la célèbre foire dite « foar ar Pont » attirant de forts contingents des populations rurales du cap Sizun et de la frange nord du pays Bigouden ; il y avait des marchés aux chevaux, aux porcs, à la volaille, etc. qui se tenaient en divers emplacements (champ de foire, place de l'église, etc.), et dont certaines scènes pittoresques ont été reproduites par des peintres locaux (Lionel Floch) ou autres.

### Éducation, associations, loisirs
- École Diwan (maternelle et primaire)
- École publique Henri-Matisse (maternelle et primaire).
- École privée Notre-Dame-de-Roscudon (maternelle, primaire, collège).
- Association Cap Sizun Animation : centre de loisirs (enfants et adolescents).

### Manifestations
- Festival Mouezh ar Gelted, le premier week-end d'août. Folklore et tradition.
- Fête médiévale tous les ans, le premier week-end de septembre.
- Concours de peinture et de dessin.
- Concours de photographies. Thème 2013 : les oiseaux du Cap-Sizun.
- Concours de nouvelles. Thème 2012 : le Goyen.
- Visites guidées proposées par l'Office de Tourisme.
- Concerts de musique classique en l'église.
- Troc et puces et brocantes.
- Salon du livre.
- Marché de l'Avent.
- Soirées cinéma.
- Marché tous les jeudis.

## Légendes et traditions
Hyacinthe le Carguet a raconté des histoires de jeteurs de sort, se déroulant pour plusieurs d'entre d'elles au niveau du pont de Suguensou, situé entre Audierne et Pont-Croix, longtemps surnommé « pont Physique » car l'abbé Roland Guizouarn, professeur de physique-chimie au petit séminaire de Pont-Croix, surnommé le « père Physique », avait l'habitude d'y conduire les séminaristes lors de la promenade dominicale ; par exemple il se disait que des paysans s'en revenant de la foire de Pont-Croix étaient jetés dans le fossé à cet endroit et détroussés de leurs gains par une force surnaturelle.

## Romans liés à Pont-Croix
- Jeanne Nabert : 
  - Les Termagies (dans ce roman, l'auteure raconte aussi ses vacances à Loctudy).
  - Le cavalier de la mer (1931, prix du premier roman, éditions Plon, réédition Coop Breizh). Dans ce roman, l'auteure conte les aventures du médecin Guyonvarc'h inspiré par son père et décrit la bourgeoisie pontécrucienne à travers la description de « Bourg-le-Cap », nom fictif derrière lequel transparaît celui de Pont-Croix. Ce roman fut à l'époque mal reçu par une partie de la population locale et lui valut un procès en 1933.

## Tableaux représentant Pont-Croix et ses environs
L'hôtel Gloaguen de Pont-Croix a accueilli à partir de la fin du XIXe siècle de nombreux peintres dont Lionel Floch, Paul de Lassence, John Greig (écossais), Stern (tchèque), Abel Warshawsky (américain),..
- Paul de Lassence : Pont-Croix : vue du bas de la ville (Maison du marquisat, Pont-Croix).
- Paul de Lassence : Pont-Croix : le lavoir de Pen-ar-c'han (Maison du marquisat, Pont-Croix).
- Paul de Lassence : Pont-Croix : la Grande Rue Chère (Maison du marquisat, Pont-Croix).
- Lionel Floch : Paysan de Pont-Croix (Maison du marquisat, Pont-Croix).
- Lionel Floch : Femme du Cap Sizun (Maison du marquisat, Pont-Croix).
- Lionel Floch : Paysan bigouden attablé (Maison du marquisat, Pont-Croix).

## Films tournés à Pont-Croix
- Frau Ella (film allemand, 2013).
- La Merveilleuse Visite (Marcel Carné, 1974).
- Vos gueules, les mouettes ! (Robert Dhéry, 1974).

## Personnalités liées à Pont-Croix

### Naissances
- Yves d'Alam (en religion père Bruno de Saint-Yves) (né à Kerbusec près de Pont-Croix en avril 1600, mort en 1661 à Alep), cordelier, qui devint au XVIIe siècle supérieur du couvent des Cordeliers de Paris, puis missionnaire en Syrie. Il a écrit notamment le Livre des controverses (en arabe), l' Office des Morts et l' Office de la Sainte Vierge, dans la même langue[75].
- Olivier-Jean Morvan, avocat et poète, né le 15 mai 1754 à Pont-Croix, guillotiné le 22 mai 1794 à Brest en tant qu'un des 26 administrateurs du Finistère.
- Olivier d'Argens, chroniqueur, auteur d'un Journal publié avec la Correspondance des généraux Charette, Stofflet, Puisaye..., né le 28 mai 1757, mort en 1796.
- Jeanne Nabert, née Neïs (1883-1969), romancière.
- Jean-Yves Lagadec (né à Pont-Croix, décédé en février 2020 (inhumé à Pont-Croix) ; lexicographe, professeur de breton. Il est à l'origine du premier dictionnaire en breton en 1995.
- Cécile Corbel (1980- ), harpiste et chanteuse.
- Louise Magadur, née le 21 avril 1899 à Pont-Croix, résistante française, homologuée caporal dans la Résistance Intérieure Française.
- Yann Durest, né en 1913 au manoir de Trefest en Pont-Croix, décédé en 1977, peintre. Le Musée du marquisat lui a consacré une exposition en 2022[76].

### Décès
- Jean-Marie Abgrall (1846-1926), prêtre et architecte.

### Y ayant vécu
- Maurice Fenoux (1863-1930), conseiller général du canton de Pont-Croix en 1906 et sénateur du Finistère entre 1912 et 1930.
- Lionel Floch (1895-1972), peintre, receveur de l'enregistrement à Pont-Croix de 1923 à 1948.
- Jason Grandry (1998-), judoka français, médaillé de bronze aux Jeux Paralympique de Paris 2024.